# Llista d'asteroides (291001-292000)
Llista d'asteroides del 291.001 al 292.000, amb data de descoberta i descobridor. És un fragment de la llista d'asteroides completa. Als asteroides se'ls dona un número quan es confirma la seva òrbita, per tant apareixen llistats aproximadament segons la data de descobriment.

## 291001-291100
| Nom    | Designació provisional | Data de descobriment   | Lloc de descobriment | Descobridor/s     |
| ------ | ---------------------- | ---------------------- | -------------------- | ----------------- |
| 291001 | 2005 XO85              | 2 de desembre de 2005  | Kitt Peak            | Spacewatch        |
| 291002 | 2005 XG88              | 5 de desembre de 2005  | Kitt Peak            | Spacewatch        |
| 291003 | 2005 XU90              | 8 de desembre de 2005  | Kitt Peak            | Spacewatch        |
| 291004 | 2005 XG91              | 10 de desembre de 2005 | Kitt Peak            | Spacewatch        |
| 291005 | 2005 XR92              | 10 de desembre de 2005 | Catalina             | CSS               |
| 291006 | 2005 XY102             | 1 de desembre de 2005  | Kitt Peak            | M. W. Buie        |
| 291007 | 2005 XE112             | 2 de desembre de 2005  | Kitt Peak            | M. W. Buie        |
| 291008 | 2005 XK112             | 2 de desembre de 2005  | Kitt Peak            | M. W. Buie        |
| 291009 | 2005 XR112             | 2 de desembre de 2005  | Kitt Peak            | Spacewatch        |
| 291010 | 2005 XN115             | 7 de desembre de 2005  | Kitt Peak            | Spacewatch        |
| 291011 | 2005 YM1               | 21 de desembre de 2005 | Catalina             | CSS               |
| 291012 | 2005 YA4               | 22 de desembre de 2005 | Pla D'Arguines       | R. Ferrando       |
| 291013 | 2005 YY6               | 21 de desembre de 2005 | Junk Bond            | D. Healy          |
| 291014 | 2005 YJ8               | 22 de desembre de 2005 | Kitt Peak            | Spacewatch        |
| 291015 | 2005 YH9               | 21 de desembre de 2005 | Kitt Peak            | Spacewatch        |
| 291016 | 2005 YD11              | 21 de desembre de 2005 | Kitt Peak            | Spacewatch        |
| 291017 | 2005 YQ11              | 21 de desembre de 2005 | Kitt Peak            | Spacewatch        |
| 291018 | 2005 YL14              | 22 de desembre de 2005 | Kitt Peak            | Spacewatch        |
| 291019 | 2005 YD15              | 22 de desembre de 2005 | Kitt Peak            | Spacewatch        |
| 291020 | 2005 YY18              | 23 de desembre de 2005 | Kitt Peak            | Spacewatch        |
| 291021 | 2005 YH23              | 24 de desembre de 2005 | Kitt Peak            | Spacewatch        |
| 291022 | 2005 YR24              | 24 de desembre de 2005 | Kitt Peak            | Spacewatch        |
| 291023 | 2005 YT25              | 24 de desembre de 2005 | Kitt Peak            | Spacewatch        |
| 291024 | 2005 YG27              | 22 de desembre de 2005 | Kitt Peak            | Spacewatch        |
| 291025 | 2005 YP27              | 22 de desembre de 2005 | Kitt Peak            | Spacewatch        |
| 291026 | 2005 YQ28              | 22 de desembre de 2005 | Kitt Peak            | Spacewatch        |
| 291027 | 2005 YM29              | 24 de desembre de 2005 | Kitt Peak            | Spacewatch        |
| 291028 | 2005 YM30              | 21 de desembre de 2005 | Kitt Peak            | Spacewatch        |
| 291029 | 2005 YX30              | 22 de desembre de 2005 | Kitt Peak            | Spacewatch        |
| 291030 | 2005 YR32              | 22 de desembre de 2005 | Kitt Peak            | Spacewatch        |
| 291031 | 2005 YN33              | 24 de desembre de 2005 | Kitt Peak            | Spacewatch        |
| 291032 | 2005 YP34              | 24 de desembre de 2005 | Kitt Peak            | Spacewatch        |
| 291033 | 2005 YG35              | 25 de desembre de 2005 | Kitt Peak            | Spacewatch        |
| 291034 | 2005 YR36              | 25 de desembre de 2005 | Kitt Peak            | Spacewatch        |
| 291035 | 2005 YE37              | 24 de desembre de 2005 | Socorro              | LINEAR            |
| 291036 | 2005 YK39              | 26 de desembre de 2005 | Catalina             | CSS               |
| 291037 | 2005 YA40              | 22 de desembre de 2005 | Kitt Peak            | Spacewatch        |
| 291038 | 2005 YO40              | 24 de desembre de 2005 | Kitt Peak            | Spacewatch        |
| 291039 | 2005 YU40              | 25 de desembre de 2005 | Mount Lemmon         | Mt. Lemmon Survey |
| 291040 | 2005 YF42              | 22 de desembre de 2005 | Kitt Peak            | Spacewatch        |
| 291041 | 2005 YJ45              | 25 de desembre de 2005 | Kitt Peak            | Spacewatch        |
| 291042 | 2005 YH46              | 25 de desembre de 2005 | Kitt Peak            | Spacewatch        |
| 291043 | 2005 YB48              | 21 de desembre de 2005 | Kitt Peak            | Spacewatch        |
| 291044 | 2005 YH49              | 22 de desembre de 2005 | Kitt Peak            | Spacewatch        |
| 291045 | 2005 YU49              | 24 de desembre de 2005 | Kitt Peak            | Spacewatch        |
| 291046 | 2005 YX50              | 25 de desembre de 2005 | Kitt Peak            | Spacewatch        |
| 291047 | 2005 YK51              | 25 de desembre de 2005 | Mount Lemmon         | Mt. Lemmon Survey |
| 291048 | 2005 YY52              | 22 de desembre de 2005 | Kitt Peak            | Spacewatch        |
| 291049 | 2005 YC54              | 24 de desembre de 2005 | Kitt Peak            | Spacewatch        |
| 291050 | 2005 YK54              | 25 de desembre de 2005 | Kitt Peak            | Spacewatch        |
| 291051 | 2005 YD55              | 25 de desembre de 2005 | Kitt Peak            | Spacewatch        |
| 291052 | 2005 YW57              | 24 de desembre de 2005 | Kitt Peak            | Spacewatch        |
| 291053 | 2005 YC58              | 24 de desembre de 2005 | Kitt Peak            | Spacewatch        |
| 291054 | 2005 YZ62              | 24 de desembre de 2005 | Kitt Peak            | Spacewatch        |
| 291055 | 2005 YQ63              | 24 de desembre de 2005 | Kitt Peak            | Spacewatch        |
| 291056 | 2005 YW64              | 25 de desembre de 2005 | Kitt Peak            | Spacewatch        |
| 291057 | 2005 YO65              | 25 de desembre de 2005 | Kitt Peak            | Spacewatch        |
| 291058 | 2005 YJ70              | 26 de desembre de 2005 | Kitt Peak            | Spacewatch        |
| 291059 | 2005 YQ70              | 27 de desembre de 2005 | Mount Lemmon         | Mt. Lemmon Survey |
| 291060 | 2005 YH77              | 24 de desembre de 2005 | Kitt Peak            | Spacewatch        |
| 291061 | 2005 YZ79              | 24 de desembre de 2005 | Kitt Peak            | Spacewatch        |
| 291062 | 2005 YK80              | 24 de desembre de 2005 | Kitt Peak            | Spacewatch        |
| 291063 | 2005 YV86              | 25 de desembre de 2005 | Mount Lemmon         | Mt. Lemmon Survey |
| 291064 | 2005 YW88              | 25 de desembre de 2005 | Mount Lemmon         | Mt. Lemmon Survey |
| 291065 | 2005 YV89              | 26 de desembre de 2005 | Mount Lemmon         | Mt. Lemmon Survey |
| 291066 | 2005 YY90              | 26 de desembre de 2005 | Mount Lemmon         | Mt. Lemmon Survey |
| 291067 | 2005 YN92              | 27 de desembre de 2005 | Mount Lemmon         | Mt. Lemmon Survey |
| 291068 | 2005 YS98              | 26 de desembre de 2005 | Kitt Peak            | Spacewatch        |
| 291069 | 2005 YV103             | 25 de desembre de 2005 | Kitt Peak            | Spacewatch        |
| 291070 | 2005 YV104             | 25 de desembre de 2005 | Kitt Peak            | Spacewatch        |
| 291071 | 2005 YX104             | 25 de desembre de 2005 | Kitt Peak            | Spacewatch        |
| 291072 | 2005 YD108             | 25 de desembre de 2005 | Kitt Peak            | Spacewatch        |
| 291073 | 2005 YK113             | 25 de desembre de 2005 | Kitt Peak            | Spacewatch        |
| 291074 | 2005 YD116             | 25 de desembre de 2005 | Kitt Peak            | Spacewatch        |
| 291075 | 2005 YY116             | 25 de desembre de 2005 | Kitt Peak            | Spacewatch        |
| 291076 | 2005 YF117             | 25 de desembre de 2005 | Kitt Peak            | Spacewatch        |
| 291077 | 2005 YG120             | 27 de desembre de 2005 | Mount Lemmon         | Mt. Lemmon Survey |
| 291078 | 2005 YM120             | 27 de desembre de 2005 | Mount Lemmon         | Mt. Lemmon Survey |
| 291079 | 2005 YR120             | 27 de desembre de 2005 | Mount Lemmon         | Mt. Lemmon Survey |
| 291080 | 2005 YV120             | 27 de desembre de 2005 | Kitt Peak            | Spacewatch        |
| 291081 | 2005 YY120             | 27 de desembre de 2005 | Mount Lemmon         | Mt. Lemmon Survey |
| 291082 | 2005 YB121             | 28 de desembre de 2005 | Kitt Peak            | Spacewatch        |
| 291083 | 2005 YZ122             | 24 de desembre de 2005 | Socorro              | LINEAR            |
| 291084 | 2005 YK123             | 24 de desembre de 2005 | Kitt Peak            | Spacewatch        |
| 291085 | 2005 YP123             | 24 de desembre de 2005 | Kitt Peak            | Spacewatch        |
| 291086 | 2005 YU127             | 26 de gener de 2001    | Kitt Peak            | Spacewatch        |
| 291087 | 2005 YT131             | 25 de desembre de 2005 | Mount Lemmon         | Mt. Lemmon Survey |
| 291088 | 2005 YZ131             | 25 de desembre de 2005 | Mount Lemmon         | Mt. Lemmon Survey |
| 291089 | 2005 YA133             | 26 de desembre de 2005 | Kitt Peak            | Spacewatch        |
| 291090 | 2005 YL133             | 26 de desembre de 2005 | Kitt Peak            | Spacewatch        |
| 291091 | 2005 YN133             | 26 de desembre de 2005 | Kitt Peak            | Spacewatch        |
| 291092 | 2005 YS133             | 26 de desembre de 2005 | Kitt Peak            | Spacewatch        |
| 291093 | 2005 YF134             | 26 de desembre de 2005 | Kitt Peak            | Spacewatch        |
| 291094 | 2005 YW134             | 26 de desembre de 2005 | Kitt Peak            | Spacewatch        |
| 291095 | 2005 YZ134             | 26 de desembre de 2005 | Kitt Peak            | Spacewatch        |
| 291096 | 2005 YG135             | 26 de desembre de 2005 | Kitt Peak            | Spacewatch        |
| 291097 | 2005 YW136             | 26 de desembre de 2005 | Kitt Peak            | Spacewatch        |
| 291098 | 2005 YZ143             | 28 de desembre de 2005 | Mount Lemmon         | Mt. Lemmon Survey |
| 291099 | 2005 YL148             | 25 de desembre de 2005 | Kitt Peak            | Spacewatch        |
| 291100 | 2005 YX148             | 25 de desembre de 2005 | Kitt Peak            | Spacewatch        |

## 291101-291200
| Nom    | Designació provisional | Data de descobriment   | Lloc de descobriment | Descobridor/s     |
| ------ | ---------------------- | ---------------------- | -------------------- | ----------------- |
| 291101 | 2005 YP153             | 29 de desembre de 2005 | Catalina             | CSS               |
| 291102 | 2005 YK154             | 29 de desembre de 2005 | Kitt Peak            | Spacewatch        |
| 291103 | 2005 YU160             | 27 de desembre de 2005 | Kitt Peak            | Spacewatch        |
| 291104 | 2005 YO161             | 27 de desembre de 2005 | Socorro              | LINEAR            |
| 291105 | 2005 YB165             | 29 de desembre de 2005 | Socorro              | LINEAR            |
| 291106 | 2005 YL165             | 30 de desembre de 2005 | Mount Lemmon         | Mt. Lemmon Survey |
| 291107 | 2005 YR166             | 27 de desembre de 2005 | Kitt Peak            | Spacewatch        |
| 291108 | 2005 YT167             | 27 de desembre de 2005 | Kitt Peak            | Spacewatch        |
| 291109 | 2005 YX172             | 24 de desembre de 2005 | Socorro              | LINEAR            |
| 291110 | 2005 YW173             | 25 de desembre de 2005 | Catalina             | CSS               |
| 291111 | 2005 YV174             | 29 de desembre de 2005 | Palomar              | NEAT              |
| 291112 | 2005 YB177             | 22 de desembre de 2005 | Kitt Peak            | Spacewatch        |
| 291113 | 2005 YQ178             | 25 de desembre de 2005 | Kitt Peak            | Spacewatch        |
| 291114 | 2005 YS179             | 27 de desembre de 2005 | Kitt Peak            | Spacewatch        |
| 291115 | 2005 YU179             | 27 de desembre de 2005 | Mount Lemmon         | Mt. Lemmon Survey |
| 291116 | 2005 YB182             | 27 de desembre de 2005 | Catalina             | CSS               |
| 291117 | 2005 YJ186             | 29 de desembre de 2005 | Catalina             | CSS               |
| 291118 | 2005 YS188             | 28 de desembre de 2005 | Mount Lemmon         | Mt. Lemmon Survey |
| 291119 | 2005 YD194             | 31 de desembre de 2005 | Kitt Peak            | Spacewatch        |
| 291120 | 2005 YP199             | 25 de desembre de 2005 | Mount Lemmon         | Mt. Lemmon Survey |
| 291121 | 2005 YB200             | 26 de desembre de 2005 | Mount Lemmon         | Mt. Lemmon Survey |
| 291122 | 2005 YJ200             | 26 de desembre de 2005 | Kitt Peak            | Spacewatch        |
| 291123 | 2005 YP200             | 22 de desembre de 2005 | Kitt Peak            | Spacewatch        |
| 291124 | 2005 YW200             | 22 de desembre de 2005 | Kitt Peak            | Spacewatch        |
| 291125 | 2005 YB201             | 22 de desembre de 2005 | Kitt Peak            | Spacewatch        |
| 291126 | 2005 YF201             | 22 de desembre de 2005 | Kitt Peak            | Spacewatch        |
| 291127 | 2005 YJ201             | 22 de desembre de 2005 | Kitt Peak            | Spacewatch        |
| 291128 | 2005 YP201             | 24 de desembre de 2005 | Kitt Peak            | Spacewatch        |
| 291129 | 2005 YY204             | 26 de desembre de 2005 | Mount Lemmon         | Mt. Lemmon Survey |
| 291130 | 2005 YO207             | 28 de desembre de 2005 | Mount Lemmon         | Mt. Lemmon Survey |
| 291131 | 2005 YR207             | 29 de desembre de 2005 | Mount Lemmon         | Mt. Lemmon Survey |
| 291132 | 2005 YL208             | 21 de desembre de 2005 | Catalina             | CSS               |
| 291133 | 2005 YD212             | 28 de desembre de 2005 | Palomar              | NEAT              |
| 291134 | 2005 YN214             | 30 de desembre de 2005 | Catalina             | CSS               |
| 291135 | 2005 YS215             | 29 de desembre de 2005 | Kitt Peak            | Spacewatch        |
| 291136 | 2005 YO218             | 30 de desembre de 2005 | Mount Lemmon         | Mt. Lemmon Survey |
| 291137 | 2005 YC219             | 31 de desembre de 2005 | Kitt Peak            | Spacewatch        |
| 291138 | 2005 YH223             | 24 de desembre de 2005 | Kitt Peak            | Spacewatch        |
| 291139 | 2005 YF225             | 25 de desembre de 2005 | Mount Lemmon         | Mt. Lemmon Survey |
| 291140 | 2005 YK229             | 25 de desembre de 2005 | Mount Lemmon         | Mt. Lemmon Survey |
| 291141 | 2005 YH230             | 26 de desembre de 2005 | Kitt Peak            | Spacewatch        |
| 291142 | 2005 YS231             | 27 de desembre de 2005 | Kitt Peak            | Spacewatch        |
| 291143 | 2005 YR236             | 28 de desembre de 2005 | Kitt Peak            | Spacewatch        |
| 291144 | 2005 YK237             | 28 de desembre de 2005 | Mount Lemmon         | Mt. Lemmon Survey |
| 291145 | 2005 YW237             | 28 de desembre de 2005 | Kitt Peak            | Spacewatch        |
| 291146 | 2005 YB246             | 30 de desembre de 2005 | Kitt Peak            | Spacewatch        |
| 291147 | 2005 YY250             | 28 de desembre de 2005 | Kitt Peak            | Spacewatch        |
| 291148 | 2005 YN256             | 30 de desembre de 2005 | Kitt Peak            | Spacewatch        |
| 291149 | 2005 YZ256             | 30 de desembre de 2005 | Kitt Peak            | Spacewatch        |
| 291150 | 2005 YE262             | 25 de desembre de 2005 | Kitt Peak            | Spacewatch        |
| 291151 | 2005 YS265             | 26 de desembre de 2005 | Kitt Peak            | Spacewatch        |
| 291152 | 2005 YX273             | 30 de desembre de 2005 | Mount Lemmon         | Mt. Lemmon Survey |
| 291153 | 2005 YM284             | 28 de desembre de 2005 | Mount Lemmon         | Mt. Lemmon Survey |
| 291154 | 2005 YU285             | 30 de desembre de 2005 | Kitt Peak            | Spacewatch        |
| 291155 | 2005 YD286             | 30 de desembre de 2005 | Kitt Peak            | Spacewatch        |
| 291156 | 2005 YS286             | 30 de desembre de 2005 | Kitt Peak            | Spacewatch        |
| 291157 | 2005 YW290             | 25 de desembre de 2005 | Kitt Peak            | Spacewatch        |
| 291158 | 2005 YM291             | 26 de desembre de 2005 | Mount Lemmon         | Mt. Lemmon Survey |
| 291159 | 2005 YT291             | 26 de desembre de 2005 | Mount Lemmon         | Mt. Lemmon Survey |
| 291160 | 2006 AE                | 2 de gener de 2006     | 7300                 | W. K. Y. Yeung    |
| 291161 | 2006 AV                | 4 de gener de 2006     | Kitt Peak            | Spacewatch        |
| 291162 | 2006 AY6               | 5 de gener de 2006     | Catalina             | CSS               |
| 291163 | 2006 AS11              | 2 de gener de 2006     | Mount Lemmon         | Mt. Lemmon Survey |
| 291164 | 2006 AE14              | 5 de gener de 2006     | Mount Lemmon         | Mt. Lemmon Survey |
| 291165 | 2006 AC15              | 5 de gener de 2006     | Mount Lemmon         | Mt. Lemmon Survey |
| 291166 | 2006 AA23              | 4 de gener de 2006     | Kitt Peak            | Spacewatch        |
| 291167 | 2006 AJ24              | 5 de gener de 2006     | Kitt Peak            | Spacewatch        |
| 291168 | 2006 AM24              | 5 de gener de 2006     | Kitt Peak            | Spacewatch        |
| 291169 | 2006 AP25              | 5 de gener de 2006     | Kitt Peak            | Spacewatch        |
| 291170 | 2006 AU25              | 5 de gener de 2006     | Kitt Peak            | Spacewatch        |
| 291171 | 2006 AS28              | 6 de gener de 2006     | Kitt Peak            | Spacewatch        |
| 291172 | 2006 AK33              | 6 de gener de 2006     | Socorro              | LINEAR            |
| 291173 | 2006 AM33              | 6 de gener de 2006     | Catalina             | CSS               |
| 291174 | 2006 AV33              | 6 de gener de 2006     | Kitt Peak            | Spacewatch        |
| 291175 | 2006 AA37              | 4 de gener de 2006     | Kitt Peak            | Spacewatch        |
| 291176 | 2006 AY39              | 7 de gener de 2006     | Mount Lemmon         | Mt. Lemmon Survey |
| 291177 | 2006 AB40              | 7 de gener de 2006     | Mount Lemmon         | Mt. Lemmon Survey |
| 291178 | 2006 AD43              | 6 de gener de 2006     | Kitt Peak            | Spacewatch        |
| 291179 | 2006 AJ44              | 7 de gener de 2006     | Kitt Peak            | Spacewatch        |
| 291180 | 2006 AS44              | 7 de gener de 2006     | Mount Lemmon         | Mt. Lemmon Survey |
| 291181 | 2006 AL45              | 2 de gener de 2006     | Mount Lemmon         | Mt. Lemmon Survey |
| 291182 | 2006 AW45              | 5 de gener de 2006     | Kitt Peak            | Spacewatch        |
| 291183 | 2006 AP49              | 5 de gener de 2006     | Kitt Peak            | Spacewatch        |
| 291184 | 2006 AB50              | 5 de gener de 2006     | Kitt Peak            | Spacewatch        |
| 291185 | 2006 AC53              | 5 de gener de 2006     | Kitt Peak            | Spacewatch        |
| 291186 | 2006 AH53              | 5 de gener de 2006     | Kitt Peak            | Spacewatch        |
| 291187 | 2006 AG54              | 5 de gener de 2006     | Kitt Peak            | Spacewatch        |
| 291188 | 2006 AL54              | 5 de gener de 2006     | Kitt Peak            | Spacewatch        |
| 291189 | 2006 AR54              | 5 de gener de 2006     | Kitt Peak            | Spacewatch        |
| 291190 | 2006 AW57              | 8 de gener de 2006     | Mount Lemmon         | Mt. Lemmon Survey |
| 291191 | 2006 AF58              | 8 de gener de 2006     | Mount Lemmon         | Mt. Lemmon Survey |
| 291192 | 2006 AH62              | 5 de gener de 2006     | Kitt Peak            | Spacewatch        |
| 291193 | 2006 AP62              | 6 de gener de 2006     | Kitt Peak            | Spacewatch        |
| 291194 | 2006 AQ62              | 6 de gener de 2006     | Kitt Peak            | Spacewatch        |
| 291195 | 2006 AR63              | 6 de gener de 2006     | Mount Lemmon         | Mt. Lemmon Survey |
| 291196 | 2006 AQ64              | 8 de gener de 2006     | Kitt Peak            | Spacewatch        |
| 291197 | 2006 AU64              | 8 de gener de 2006     | Kitt Peak            | Spacewatch        |
| 291198 | 2006 AK69              | 6 de gener de 2006     | Mount Lemmon         | Mt. Lemmon Survey |
| 291199 | 2006 AF71              | 6 de gener de 2006     | Kitt Peak            | Spacewatch        |
| 291200 | 2006 AO73              | 8 de gener de 2006     | Mount Lemmon         | Mt. Lemmon Survey |

## 291201-291300
| Nom    | Designació provisional | Data de descobriment | Lloc de descobriment | Descobridor/s     |
| ------ | ---------------------- | -------------------- | -------------------- | ----------------- |
| 291201 | 2006 AN74              | 6 de gener de 2006   | Socorro              | LINEAR            |
| 291202 | 2006 AD79              | 6 de gener de 2006   | Kitt Peak            | Spacewatch        |
| 291203 | 2006 AC80              | 4 de gener de 2006   | Kitt Peak            | Spacewatch        |
| 291204 | 2006 AE80              | 5 de gener de 2006   | Mount Lemmon         | Mt. Lemmon Survey |
| 291205 | 2006 AO80              | 6 de gener de 2006   | Mount Lemmon         | Mt. Lemmon Survey |
| 291206 | 2006 AQ80              | 6 de gener de 2006   | Mount Lemmon         | Mt. Lemmon Survey |
| 291207 | 2006 AB82              | 2 de gener de 2006   | Mount Lemmon         | Mt. Lemmon Survey |
| 291208 | 2006 AW82              | 8 de gener de 2006   | Catalina             | CSS               |
| 291209 | 2006 AG84              | 6 de gener de 2006   | Catalina             | CSS               |
| 291210 | 2006 AB85              | 6 de gener de 2006   | Catalina             | CSS               |
| 291211 | 2006 AZ89              | 5 de gener de 2006   | Mount Lemmon         | Mt. Lemmon Survey |
| 291212 | 2006 AB93              | 7 de gener de 2006   | Kitt Peak            | Spacewatch        |
| 291213 | 2006 AR100             | 5 de gener de 2006   | Mount Lemmon         | Mt. Lemmon Survey |
| 291214 | 2006 AS100             | 5 de gener de 2006   | Mount Lemmon         | Mt. Lemmon Survey |
| 291215 | 2006 AY101             | 5 de gener de 2006   | Mount Lemmon         | Mt. Lemmon Survey |
| 291216 | 2006 AA102             | 5 de gener de 2006   | Mount Lemmon         | Mt. Lemmon Survey |
| 291217 | 2006 AD102             | 7 de gener de 2006   | Mount Lemmon         | Mt. Lemmon Survey |
| 291218 | 2006 AM102             | 7 de gener de 2006   | Mount Lemmon         | Mt. Lemmon Survey |
| 291219 | 2006 AR104             | 7 de gener de 2006   | Mount Lemmon         | Mt. Lemmon Survey |
| 291220 | 2006 BD                | 18 de gener de 2006  | Catalina             | CSS               |
| 291221 | 2006 BK1               | 20 de gener de 2006  | Kitt Peak            | Spacewatch        |
| 291222 | 2006 BL5               | 21 de gener de 2006  | Mount Lemmon         | Mt. Lemmon Survey |
| 291223 | 2006 BM5               | 21 de gener de 2006  | Anderson Mesa        | LONEOS            |
| 291224 | 2006 BX6               | 20 de gener de 2006  | Kitt Peak            | Spacewatch        |
| 291225 | 2006 BJ8               | 22 de gener de 2006  | Junk Bond            | D. Healy          |
| 291226 | 2006 BZ10              | 20 de gener de 2006  | Kitt Peak            | Spacewatch        |
| 291227 | 2006 BW16              | 22 de gener de 2006  | Mount Lemmon         | Mt. Lemmon Survey |
| 291228 | 2006 BU19              | 22 de gener de 2006  | Anderson Mesa        | LONEOS            |
| 291229 | 2006 BH20              | 22 de gener de 2006  | Mount Lemmon         | Mt. Lemmon Survey |
| 291230 | 2006 BR22              | 22 de gener de 2006  | Mount Lemmon         | Mt. Lemmon Survey |
| 291231 | 2006 BW23              | 23 de gener de 2006  | Mount Lemmon         | Mt. Lemmon Survey |
| 291232 | 2006 BA25              | 23 de gener de 2006  | Mount Lemmon         | Mt. Lemmon Survey |
| 291233 | 2006 BO29              | 23 de gener de 2006  | Nyukasa              | Nyukasa           |
| 291234 | 2006 BK30              | 20 de gener de 2006  | Kitt Peak            | Spacewatch        |
| 291235 | 2006 BP30              | 20 de gener de 2006  | Kitt Peak            | Spacewatch        |
| 291236 | 2006 BG31              | 20 de gener de 2006  | Kitt Peak            | Spacewatch        |
| 291237 | 2006 BG33              | 21 de gener de 2006  | Kitt Peak            | Spacewatch        |
| 291238 | 2006 BU34              | 22 de gener de 2006  | Mount Lemmon         | Mt. Lemmon Survey |
| 291239 | 2006 BY36              | 23 de gener de 2006  | Kitt Peak            | Spacewatch        |
| 291240 | 2006 BE39              | 24 de gener de 2006  | Socorro              | LINEAR            |
| 291241 | 2006 BQ41              | 22 de gener de 2006  | Mount Lemmon         | Mt. Lemmon Survey |
| 291242 | 2006 BW42              | 23 de gener de 2006  | Kitt Peak            | Spacewatch        |
| 291243 | 2006 BV43              | 23 de gener de 2006  | Kitt Peak            | Spacewatch        |
| 291244 | 2006 BZ44              | 23 de gener de 2006  | Mount Lemmon         | Mt. Lemmon Survey |
| 291245 | 2006 BG45              | 23 de gener de 2006  | Mount Lemmon         | Mt. Lemmon Survey |
| 291246 | 2006 BM51              | 25 de gener de 2006  | Kitt Peak            | Spacewatch        |
| 291247 | 2006 BE52              | 25 de gener de 2006  | Kitt Peak            | Spacewatch        |
| 291248 | 2006 BT52              | 25 de gener de 2006  | Kitt Peak            | Spacewatch        |
| 291249 | 2006 BJ53              | 25 de gener de 2006  | Kitt Peak            | Spacewatch        |
| 291250 | 2006 BB54              | 25 de gener de 2006  | Kitt Peak            | Spacewatch        |
| 291251 | 2006 BM54              | 25 de gener de 2006  | Kitt Peak            | Spacewatch        |
| 291252 | 2006 BP54              | 25 de gener de 2006  | Kitt Peak            | Spacewatch        |
| 291253 | 2006 BT54              | 25 de gener de 2006  | Kitt Peak            | Spacewatch        |
| 291254 | 2006 BU54              | 25 de gener de 2006  | Kitt Peak            | Spacewatch        |
| 291255 | 2006 BZ55              | 26 de gener de 2006  | Mount Lemmon         | Mt. Lemmon Survey |
| 291256 | 2006 BR56              | 22 de gener de 2006  | Mount Lemmon         | Mt. Lemmon Survey |
| 291257 | 2006 BK57              | 23 de gener de 2006  | Kitt Peak            | Spacewatch        |
| 291258 | 2006 BM60              | 26 de gener de 2006  | Kitt Peak            | Spacewatch        |
| 291259 | 2006 BV69              | 23 de gener de 2006  | Kitt Peak            | Spacewatch        |
| 291260 | 2006 BE73              | 23 de gener de 2006  | Kitt Peak            | Spacewatch        |
| 291261 | 2006 BW73              | 23 de gener de 2006  | Kitt Peak            | Spacewatch        |
| 291262 | 2006 BS75              | 23 de gener de 2006  | Kitt Peak            | Spacewatch        |
| 291263 | 2006 BC76              | 23 de gener de 2006  | Kitt Peak            | Spacewatch        |
| 291264 | 2006 BB81              | 23 de gener de 2006  | Kitt Peak            | Spacewatch        |
| 291265 | 2006 BB82              | 23 de gener de 2006  | Kitt Peak            | Spacewatch        |
| 291266 | 2006 BT82              | 24 de gener de 2006  | Kitt Peak            | Spacewatch        |
| 291267 | 2006 BA85              | 25 de gener de 2006  | Kitt Peak            | Spacewatch        |
| 291268 | 2006 BJ87              | 25 de gener de 2006  | Kitt Peak            | Spacewatch        |
| 291269 | 2006 BB88              | 25 de gener de 2006  | Kitt Peak            | Spacewatch        |
| 291270 | 2006 BQ89              | 25 de gener de 2006  | Kitt Peak            | Spacewatch        |
| 291271 | 2006 BR90              | 25 de gener de 2006  | Kitt Peak            | Spacewatch        |
| 291272 | 2006 BM91              | 26 de gener de 2006  | Kitt Peak            | Spacewatch        |
| 291273 | 2006 BE92              | 26 de gener de 2006  | Mount Lemmon         | Mt. Lemmon Survey |
| 291274 | 2006 BA97              | 26 de gener de 2006  | Mount Lemmon         | Mt. Lemmon Survey |
| 291275 | 2006 BF97              | 26 de gener de 2006  | Kitt Peak            | Spacewatch        |
| 291276 | 2006 BE98              | 27 de gener de 2006  | Mount Lemmon         | Mt. Lemmon Survey |
| 291277 | 2006 BJ100             | 22 de gener de 2006  | Catalina             | CSS               |
| 291278 | 2006 BL102             | 23 de gener de 2006  | Mount Lemmon         | Mt. Lemmon Survey |
| 291279 | 2006 BQ113             | 25 de gener de 2006  | Kitt Peak            | Spacewatch        |
| 291280 | 2006 BG115             | 26 de gener de 2006  | Kitt Peak            | Spacewatch        |
| 291281 | 2006 BQ117             | 26 de gener de 2006  | Mount Lemmon         | Mt. Lemmon Survey |
| 291282 | 2006 BU118             | 26 de gener de 2006  | Kitt Peak            | Spacewatch        |
| 291283 | 2006 BA119             | 26 de gener de 2006  | Mount Lemmon         | Mt. Lemmon Survey |
| 291284 | 2006 BO120             | 26 de gener de 2006  | Kitt Peak            | Spacewatch        |
| 291285 | 2006 BQ122             | 26 de gener de 2006  | Kitt Peak            | Spacewatch        |
| 291286 | 2006 BU125             | 26 de gener de 2006  | Kitt Peak            | Spacewatch        |
| 291287 | 2006 BP126             | 26 de gener de 2006  | Kitt Peak            | Spacewatch        |
| 291288 | 2006 BA127             | 26 de gener de 2006  | Kitt Peak            | Spacewatch        |
| 291289 | 2006 BK127             | 26 de gener de 2006  | Kitt Peak            | Spacewatch        |
| 291290 | 2006 BW129             | 26 de gener de 2006  | Kitt Peak            | Spacewatch        |
| 291291 | 2006 BH130             | 26 de gener de 2006  | Kitt Peak            | Spacewatch        |
| 291292 | 2006 BO130             | 26 de gener de 2006  | Kitt Peak            | Spacewatch        |
| 291293 | 2006 BT130             | 26 de gener de 2006  | Kitt Peak            | Spacewatch        |
| 291294 | 2006 BZ132             | 26 de gener de 2006  | Kitt Peak            | Spacewatch        |
| 291295 | 2006 BF135             | 27 de gener de 2006  | Mount Lemmon         | Mt. Lemmon Survey |
| 291296 | 2006 BA137             | 28 de gener de 2006  | Mount Lemmon         | Mt. Lemmon Survey |
| 291297 | 2006 BS138             | 28 de gener de 2006  | Mount Lemmon         | Mt. Lemmon Survey |
| 291298 | 2006 BE139             | 28 de gener de 2006  | Mount Lemmon         | Mt. Lemmon Survey |
| 291299 | 2006 BV140             | 23 de gener de 2006  | Catalina             | CSS               |
| 291300 | 2006 BZ141             | 26 de gener de 2006  | Mount Lemmon         | Mt. Lemmon Survey |

## 291301-291400
| Nom             | Designació provisional | Data de descobriment  | Lloc de descobriment | Descobridor/s     |
| --------------- | ---------------------- | --------------------- | -------------------- | ----------------- |
| 291301          | 2006 BC142             | 26 de gener de 2006   | Kitt Peak            | Spacewatch        |
| 291302          | 2006 BE142             | 26 de gener de 2006   | Kitt Peak            | Spacewatch        |
| 291303          | 2006 BF145             | 23 de gener de 2006   | Socorro              | LINEAR            |
| 291304          | 2006 BF147             | 26 de gener de 2006   | Mount Lemmon         | Mt. Lemmon Survey |
| 291305          | 2006 BS149             | 24 de gener de 2006   | Anderson Mesa        | LONEOS            |
| 291306          | 2006 BT151             | 25 de gener de 2006   | Kitt Peak            | Spacewatch        |
| 291307          | 2006 BE152             | 25 de gener de 2006   | Kitt Peak            | Spacewatch        |
| 291308          | 2006 BS153             | 25 de gener de 2006   | Kitt Peak            | Spacewatch        |
| 291309          | 2006 BF154             | 25 de gener de 2006   | Kitt Peak            | Spacewatch        |
| 291310          | 2006 BO156             | 25 de gener de 2006   | Kitt Peak            | Spacewatch        |
| 291311          | 2006 BV156             | 25 de gener de 2006   | Kitt Peak            | Spacewatch        |
| 291312          | 2006 BE158             | 25 de gener de 2006   | Kitt Peak            | Spacewatch        |
| 291313          | 2006 BV158             | 26 de gener de 2006   | Kitt Peak            | Spacewatch        |
| 291314          | 2006 BC163             | 26 de gener de 2006   | Mount Lemmon         | Mt. Lemmon Survey |
| 291315          | 2006 BA165             | 26 de gener de 2006   | Kitt Peak            | Spacewatch        |
| 291316          | 2006 BE167             | 26 de gener de 2006   | Mount Lemmon         | Mt. Lemmon Survey |
| 291317          | 2006 BT168             | 26 de gener de 2006   | Mount Lemmon         | Mt. Lemmon Survey |
| 291318          | 2006 BQ169             | 26 de gener de 2006   | Mount Lemmon         | Mt. Lemmon Survey |
| 291319          | 2006 BV170             | 27 de gener de 2006   | Kitt Peak            | Spacewatch        |
| 291320          | 2006 BT171             | 27 de gener de 2006   | Kitt Peak            | Spacewatch        |
| 291321          | 2006 BB176             | 27 de gener de 2006   | Kitt Peak            | Spacewatch        |
| 291322          | 2006 BM182             | 27 de gener de 2006   | Mount Lemmon         | Mt. Lemmon Survey |
| 291323          | 2006 BQ183             | 27 de gener de 2006   | Anderson Mesa        | LONEOS            |
| 291324          | 2006 BL186             | 28 de gener de 2006   | Mount Lemmon         | Mt. Lemmon Survey |
| 291325 de Tyard | 2006 BG191             | 29 de gener de 2006   | Nogales              | J.-C. Merlin      |
| 291326          | 2006 BR191             | 30 de gener de 2006   | Kitt Peak            | Spacewatch        |
| 291327          | 2006 BQ194             | 30 de gener de 2006   | Kitt Peak            | Spacewatch        |
| 291328          | 2006 BZ195             | 30 de gener de 2006   | Kitt Peak            | Spacewatch        |
| 291329          | 2006 BW197             | 30 de gener de 2006   | Kitt Peak            | Spacewatch        |
| 291330          | 2006 BW199             | 30 de gener de 2006   | Kitt Peak            | Spacewatch        |
| 291331          | 2006 BX203             | 31 de gener de 2006   | Mount Lemmon         | Mt. Lemmon Survey |
| 291332          | 2006 BA205             | 31 de gener de 2006   | Kitt Peak            | Spacewatch        |
| 291333          | 2006 BL205             | 31 de gener de 2006   | Kitt Peak            | Spacewatch        |
| 291334          | 2006 BG214             | 23 de gener de 2006   | Catalina             | CSS               |
| 291335          | 2006 BQ214             | 23 de gener de 2006   | Catalina             | CSS               |
| 291336          | 2006 BE215             | 24 de gener de 2006   | Socorro              | LINEAR            |
| 291337          | 2006 BS216             | 26 de gener de 2006   | Catalina             | CSS               |
| 291338          | 2006 BC217             | 27 de gener de 2006   | Anderson Mesa        | LONEOS            |
| 291339          | 2006 BU217             | 23 de gener de 2006   | Catalina             | CSS               |
| 291340          | 2006 BR218             | 28 de gener de 2006   | Mount Lemmon         | Mt. Lemmon Survey |
| 291341          | 2006 BQ219             | 28 de gener de 2006   | Catalina             | CSS               |
| 291342          | 2006 BE221             | 30 de gener de 2006   | Kitt Peak            | Spacewatch        |
| 291343          | 2006 BH223             | 30 de gener de 2006   | Kitt Peak            | Spacewatch        |
| 291344          | 2006 BO223             | 30 de gener de 2006   | Kitt Peak            | Spacewatch        |
| 291345          | 2006 BW228             | 31 de gener de 2006   | Kitt Peak            | Spacewatch        |
| 291346          | 2006 BH230             | 31 de gener de 2006   | Kitt Peak            | Spacewatch        |
| 291347          | 2006 BP238             | 3 de setembre de 1999 | Kitt Peak            | Spacewatch        |
| 291348          | 2006 BH242             | 31 de gener de 2006   | Kitt Peak            | Spacewatch        |
| 291349          | 2006 BA248             | 31 de gener de 2006   | Kitt Peak            | Spacewatch        |
| 291350          | 2006 BV248             | 31 de gener de 2006   | Kitt Peak            | Spacewatch        |
| 291351          | 2006 BH249             | 31 de gener de 2006   | Kitt Peak            | Spacewatch        |
| 291352          | 2006 BP249             | 31 de gener de 2006   | Mount Lemmon         | Mt. Lemmon Survey |
| 291353          | 2006 BZ252             | 31 de gener de 2006   | Kitt Peak            | Spacewatch        |
| 291354          | 2006 BT254             | 31 de gener de 2006   | Kitt Peak            | Spacewatch        |
| 291355          | 2006 BT257             | 31 de gener de 2006   | Kitt Peak            | Spacewatch        |
| 291356          | 2006 BW258             | 31 de gener de 2006   | Kitt Peak            | Spacewatch        |
| 291357          | 2006 BE259             | 31 de gener de 2006   | Kitt Peak            | Spacewatch        |
| 291358          | 2006 BX259             | 31 de gener de 2006   | Mount Lemmon         | Mt. Lemmon Survey |
| 291359          | 2006 BB260             | 31 de gener de 2006   | Kitt Peak            | Spacewatch        |
| 291360          | 2006 BV261             | 31 de gener de 2006   | Kitt Peak            | Spacewatch        |
| 291361          | 2006 BW261             | 31 de gener de 2006   | Kitt Peak            | Spacewatch        |
| 291362          | 2006 BJ262             | 31 de gener de 2006   | Kitt Peak            | Spacewatch        |
| 291363          | 2006 BD263             | 31 de gener de 2006   | Kitt Peak            | Spacewatch        |
| 291364          | 2006 BP263             | 31 de gener de 2006   | Kitt Peak            | Spacewatch        |
| 291365          | 2006 BB264             | 31 de gener de 2006   | Kitt Peak            | Spacewatch        |
| 291366          | 2006 BQ265             | 31 de gener de 2006   | Kitt Peak            | Spacewatch        |
| 291367          | 2006 BR265             | 31 de gener de 2006   | Kitt Peak            | Spacewatch        |
| 291368          | 2006 BG268             | 26 de gener de 2006   | Catalina             | CSS               |
| 291369          | 2006 BA274             | 30 de gener de 2006   | Kitt Peak            | Spacewatch        |
| 291370          | 2006 BV274             | 23 de gener de 2006   | Mount Lemmon         | Mt. Lemmon Survey |
| 291371          | 2006 BJ275             | 30 de gener de 2006   | Catalina             | CSS               |
| 291372          | 2006 BA276             | 26 de gener de 2006   | Mount Lemmon         | Mt. Lemmon Survey |
| 291373          | 2006 BD276             | 30 de gener de 2006   | Kitt Peak            | Spacewatch        |
| 291374          | 2006 BQ276             | 30 de gener de 2006   | Kitt Peak            | Spacewatch        |
| 291375          | 2006 BG281             | 31 de gener de 2006   | Kitt Peak            | Spacewatch        |
| 291376          | 2006 BX281             | 26 de gener de 2006   | Kitt Peak            | Spacewatch        |
| 291377          | 2006 BN282             | 23 de gener de 2006   | Kitt Peak            | Spacewatch        |
| 291378          | 2006 CV7               | 1 de febrer de 2006   | Mount Lemmon         | Mt. Lemmon Survey |
| 291379          | 2006 CU12              | 1 de febrer de 2006   | Kitt Peak            | Spacewatch        |
| 291380          | 2006 CW12              | 1 de febrer de 2006   | Kitt Peak            | Spacewatch        |
| 291381          | 2006 CJ13              | 1 de febrer de 2006   | Kitt Peak            | Spacewatch        |
| 291382          | 2006 CY20              | 1 de febrer de 2006   | Mount Lemmon         | Mt. Lemmon Survey |
| 291383          | 2006 CO28              | 2 de febrer de 2006   | Kitt Peak            | Spacewatch        |
| 291384          | 2006 CF29              | 2 de febrer de 2006   | Kitt Peak            | Spacewatch        |
| 291385          | 2006 CZ32              | 2 de febrer de 2006   | Kitt Peak            | Spacewatch        |
| 291386          | 2006 CF33              | 2 de febrer de 2006   | Catalina             | CSS               |
| 291387          | 2006 CN36              | 2 de febrer de 2006   | Mount Lemmon         | Mt. Lemmon Survey |
| 291388          | 2006 CM38              | 2 de febrer de 2006   | Kitt Peak            | Spacewatch        |
| 291389          | 2006 CO42              | 2 de febrer de 2006   | Kitt Peak            | Spacewatch        |
| 291390          | 2006 CG43              | 2 de febrer de 2006   | Kitt Peak            | Spacewatch        |
| 291391          | 2006 CN45              | 10 de gener de 2006   | Mount Lemmon         | Mt. Lemmon Survey |
| 291392          | 2006 CJ46              | 3 de febrer de 2006   | Kitt Peak            | Spacewatch        |
| 291393          | 2006 CP46              | 3 de febrer de 2006   | Kitt Peak            | Spacewatch        |
| 291394          | 2006 CG47              | 3 de febrer de 2006   | Kitt Peak            | Spacewatch        |
| 291395          | 2006 CX47              | 3 de febrer de 2006   | Kitt Peak            | Spacewatch        |
| 291396          | 2006 CT49              | 3 de febrer de 2006   | Socorro              | LINEAR            |
| 291397          | 2006 CM56              | 4 de febrer de 2006   | Kitt Peak            | Spacewatch        |
| 291398          | 2006 CH57              | 4 de febrer de 2006   | Mount Lemmon         | Mt. Lemmon Survey |
| 291399          | 2006 CD60              | 11 de febrer de 2006  | Wrightwood           | J. W. Young       |
| 291400          | 2006 CN60              | 2 de febrer de 2006   | Catalina             | CSS               |

## 291401-291500
| Nom    | Designació provisional | Data de descobriment | Lloc de descobriment | Descobridor/s     |
| ------ | ---------------------- | -------------------- | -------------------- | ----------------- |
| 291401 | 2006 CB61              | 7 de febrer de 2006  | Catalina             | CSS               |
| 291402 | 2006 CU61              | 3 de febrer de 2006  | Socorro              | LINEAR            |
| 291403 | 2006 CL65              | 6 de febrer de 2006  | Kitt Peak            | Spacewatch        |
| 291404 | 2006 CV65              | 2 de febrer de 2006  | Mount Lemmon         | Mt. Lemmon Survey |
| 291405 | 2006 CH68              | 6 de febrer de 2006  | Mount Lemmon         | Mt. Lemmon Survey |
| 291406 | 2006 DP1               | 20 de febrer de 2006 | Kitt Peak            | Spacewatch        |
| 291407 | 2006 DY2               | 20 de febrer de 2006 | Kitt Peak            | Spacewatch        |
| 291408 | 2006 DK3               | 20 de febrer de 2006 | Catalina             | CSS               |
| 291409 | 2006 DP3               | 20 de febrer de 2006 | Catalina             | CSS               |
| 291410 | 2006 DG4               | 20 de febrer de 2006 | Catalina             | CSS               |
| 291411 | 2006 DZ5               | 20 de febrer de 2006 | Catalina             | CSS               |
| 291412 | 2006 DC6               | 20 de febrer de 2006 | Catalina             | CSS               |
| 291413 | 2006 DK7               | 20 de febrer de 2006 | Mount Lemmon         | Mt. Lemmon Survey |
| 291414 | 2006 DG8               | 20 de febrer de 2006 | Kitt Peak            | Spacewatch        |
| 291415 | 2006 DA9               | 21 de febrer de 2006 | Catalina             | CSS               |
| 291416 | 2006 DX9               | 21 de febrer de 2006 | Catalina             | CSS               |
| 291417 | 2006 DV11              | 20 de febrer de 2006 | Kitt Peak            | Spacewatch        |
| 291418 | 2006 DD12              | 20 de febrer de 2006 | Mount Lemmon         | Mt. Lemmon Survey |
| 291419 | 2006 DL12              | 21 de febrer de 2006 | Anderson Mesa        | LONEOS            |
| 291420 | 2006 DN12              | 21 de febrer de 2006 | Mount Lemmon         | Mt. Lemmon Survey |
| 291421 | 2006 DP12              | 21 de febrer de 2006 | Mount Lemmon         | Mt. Lemmon Survey |
| 291422 | 2006 DN14              | 21 de febrer de 2006 | Vicques              | M. Ory            |
| 291423 | 2006 DM15              | 20 de febrer de 2006 | Kitt Peak            | Spacewatch        |
| 291424 | 2006 DZ22              | 20 de febrer de 2006 | Kitt Peak            | Spacewatch        |
| 291425 | 2006 DX23              | 20 de febrer de 2006 | Kitt Peak            | Spacewatch        |
| 291426 | 2006 DL25              | 20 de febrer de 2006 | Kitt Peak            | Spacewatch        |
| 291427 | 2006 DH26              | 20 de febrer de 2006 | Catalina             | CSS               |
| 291428 | 2006 DC27              | 20 de febrer de 2006 | Kitt Peak            | Spacewatch        |
| 291429 | 2006 DD27              | 20 de febrer de 2006 | Kitt Peak            | Spacewatch        |
| 291430 | 2006 DO27              | 20 de febrer de 2006 | Kitt Peak            | Spacewatch        |
| 291431 | 2006 DT27              | 20 de febrer de 2006 | Kitt Peak            | Spacewatch        |
| 291432 | 2006 DV28              | 20 de febrer de 2006 | Kitt Peak            | Spacewatch        |
| 291433 | 2006 DY29              | 20 de febrer de 2006 | Kitt Peak            | Spacewatch        |
| 291434 | 2006 DG30              | 20 de febrer de 2006 | Kitt Peak            | Spacewatch        |
| 291435 | 2006 DV31              | 20 de febrer de 2006 | Mount Lemmon         | Mt. Lemmon Survey |
| 291436 | 2006 DX31              | 20 de febrer de 2006 | Mount Lemmon         | Mt. Lemmon Survey |
| 291437 | 2006 DO32              | 20 de febrer de 2006 | Mount Lemmon         | Mt. Lemmon Survey |
| 291438 | 2006 DQ32              | 20 de febrer de 2006 | Mount Lemmon         | Mt. Lemmon Survey |
| 291439 | 2006 DP33              | 20 de febrer de 2006 | Kitt Peak            | Spacewatch        |
| 291440 | 2006 DQ33              | 20 de febrer de 2006 | Kitt Peak            | Spacewatch        |
| 291441 | 2006 DG34              | 20 de febrer de 2006 | Kitt Peak            | Spacewatch        |
| 291442 | 2006 DK34              | 20 de febrer de 2006 | Kitt Peak            | Spacewatch        |
| 291443 | 2006 DQ35              | 20 de febrer de 2006 | Kitt Peak            | Spacewatch        |
| 291444 | 2006 DW35              | 20 de febrer de 2006 | Kitt Peak            | Spacewatch        |
| 291445 | 2006 DK36              | 20 de febrer de 2006 | Mount Lemmon         | Mt. Lemmon Survey |
| 291446 | 2006 DY37              | 20 de febrer de 2006 | Mount Lemmon         | Mt. Lemmon Survey |
| 291447 | 2006 DH40              | 22 de febrer de 2006 | Palomar              | NEAT              |
| 291448 | 2006 DU40              | 22 de febrer de 2006 | Catalina             | CSS               |
| 291449 | 2006 DF42              | 20 de febrer de 2006 | Kitt Peak            | Spacewatch        |
| 291450 | 2006 DB45              | 20 de febrer de 2006 | Kitt Peak            | Spacewatch        |
| 291451 | 2006 DD46              | 20 de febrer de 2006 | Kitt Peak            | Spacewatch        |
| 291452 | 2006 DG47              | 21 de febrer de 2006 | Mount Lemmon         | Mt. Lemmon Survey |
| 291453 | 2006 DC48              | 21 de febrer de 2006 | Mount Lemmon         | Mt. Lemmon Survey |
| 291454 | 2006 DE48              | 21 de febrer de 2006 | Mount Lemmon         | Mt. Lemmon Survey |
| 291455 | 2006 DV50              | 23 de febrer de 2006 | Kitt Peak            | Spacewatch        |
| 291456 | 2006 DE51              | 23 de febrer de 2006 | Kitt Peak            | Spacewatch        |
| 291457 | 2006 DJ52              | 24 de febrer de 2006 | Kitt Peak            | Spacewatch        |
| 291458 | 2006 DY52              | 24 de febrer de 2006 | Kitt Peak            | Spacewatch        |
| 291459 | 2006 DP54              | 24 de febrer de 2006 | Kitt Peak            | Spacewatch        |
| 291460 | 2006 DL58              | 24 de febrer de 2006 | Mount Lemmon         | Mt. Lemmon Survey |
| 291461 | 2006 DY59              | 24 de febrer de 2006 | Kitt Peak            | Spacewatch        |
| 291462 | 2006 DY60              | 24 de febrer de 2006 | Mount Lemmon         | Mt. Lemmon Survey |
| 291463 | 2006 DA61              | 24 de febrer de 2006 | Kitt Peak            | Spacewatch        |
| 291464 | 2006 DH64              | 20 de febrer de 2006 | Socorro              | LINEAR            |
| 291465 | 2006 DF66              | 22 de febrer de 2006 | Catalina             | CSS               |
| 291466 | 2006 DE69              | 20 de febrer de 2006 | Socorro              | LINEAR            |
| 291467 | 2006 DS73              | 23 de febrer de 2006 | Kitt Peak            | Spacewatch        |
| 291468 | 2006 DG75              | 24 de febrer de 2006 | Kitt Peak            | Spacewatch        |
| 291469 | 2006 DR81              | 24 de febrer de 2006 | Kitt Peak            | Spacewatch        |
| 291470 | 2006 DE83              | 24 de febrer de 2006 | Kitt Peak            | Spacewatch        |
| 291471 | 2006 DY83              | 24 de febrer de 2006 | Kitt Peak            | Spacewatch        |
| 291472 | 2006 DV85              | 24 de febrer de 2006 | Kitt Peak            | Spacewatch        |
| 291473 | 2006 DF86              | 24 de febrer de 2006 | Kitt Peak            | Spacewatch        |
| 291474 | 2006 DR87              | 24 de febrer de 2006 | Kitt Peak            | Spacewatch        |
| 291475 | 2006 DW88              | 24 de febrer de 2006 | Kitt Peak            | Spacewatch        |
| 291476 | 2006 DU89              | 24 de febrer de 2006 | Mount Lemmon         | Mt. Lemmon Survey |
| 291477 | 2006 DC90              | 24 de febrer de 2006 | Kitt Peak            | Spacewatch        |
| 291478 | 2006 DP92              | 24 de febrer de 2006 | Mount Lemmon         | Mt. Lemmon Survey |
| 291479 | 2006 DB93              | 24 de febrer de 2006 | Kitt Peak            | Spacewatch        |
| 291480 | 2006 DU93              | 24 de febrer de 2006 | Kitt Peak            | Spacewatch        |
| 291481 | 2006 DX93              | 24 de febrer de 2006 | Kitt Peak            | Spacewatch        |
| 291482 | 2006 DJ96              | 24 de febrer de 2006 | Kitt Peak            | Spacewatch        |
| 291483 | 2006 DJ99              | 25 de febrer de 2006 | Kitt Peak            | Spacewatch        |
| 291484 | 2006 DK102             | 25 de febrer de 2006 | Mount Lemmon         | Mt. Lemmon Survey |
| 291485 | 2006 DU103             | 25 de febrer de 2006 | Mount Lemmon         | Mt. Lemmon Survey |
| 291486 | 2006 DP107             | 25 de febrer de 2006 | Kitt Peak            | Spacewatch        |
| 291487 | 2006 DF109             | 25 de febrer de 2006 | Kitt Peak            | Spacewatch        |
| 291488 | 2006 DJ109             | 25 de febrer de 2006 | Kitt Peak            | Spacewatch        |
| 291489 | 2006 DQ109             | 25 de febrer de 2006 | Kitt Peak            | Spacewatch        |
| 291490 | 2006 DS117             | 27 de febrer de 2006 | Kitt Peak            | Spacewatch        |
| 291491 | 2006 DA118             | 27 de febrer de 2006 | Kitt Peak            | Spacewatch        |
| 291492 | 2006 DU119             | 20 de febrer de 2006 | Socorro              | LINEAR            |
| 291493 | 2006 DH120             | 21 de febrer de 2006 | Anderson Mesa        | LONEOS            |
| 291494 | 2006 DQ120             | 21 de febrer de 2006 | Catalina             | CSS               |
| 291495 | 2006 DA131             | 25 de febrer de 2006 | Kitt Peak            | Spacewatch        |
| 291496 | 2006 DA139             | 25 de febrer de 2006 | Kitt Peak            | Spacewatch        |
| 291497 | 2006 DH140             | 25 de febrer de 2006 | Kitt Peak            | Spacewatch        |
| 291498 | 2006 DT142             | 25 de febrer de 2006 | Kitt Peak            | Spacewatch        |
| 291499 | 2006 DU143             | 25 de febrer de 2006 | Mount Lemmon         | Mt. Lemmon Survey |
| 291500 | 2006 DR147             | 25 de febrer de 2006 | Kitt Peak            | Spacewatch        |

## 291501-291600
| Nom    | Designació provisional | Data de descobriment | Lloc de descobriment | Descobridor/s     |
| ------ | ---------------------- | -------------------- | -------------------- | ----------------- |
| 291501 | 2006 DL154             | 25 de febrer de 2006 | Kitt Peak            | Spacewatch        |
| 291502 | 2006 DC155             | 25 de febrer de 2006 | Kitt Peak            | Spacewatch        |
| 291503 | 2006 DX155             | 26 de febrer de 2006 | Kitt Peak            | Spacewatch        |
| 291504 | 2006 DN156             | 27 de febrer de 2006 | Kitt Peak            | Spacewatch        |
| 291505 | 2006 DE174             | 27 de febrer de 2006 | Kitt Peak            | Spacewatch        |
| 291506 | 2006 DM174             | 27 de febrer de 2006 | Kitt Peak            | Spacewatch        |
| 291507 | 2006 DE178             | 27 de febrer de 2006 | Mount Lemmon         | Mt. Lemmon Survey |
| 291508 | 2006 DK186             | 27 de febrer de 2006 | Kitt Peak            | Spacewatch        |
| 291509 | 2006 DM191             | 27 de febrer de 2006 | Kitt Peak            | Spacewatch        |
| 291510 | 2006 DJ192             | 27 de febrer de 2006 | Kitt Peak            | Spacewatch        |
| 291511 | 2006 DS195             | 20 de febrer de 2006 | Catalina             | CSS               |
| 291512 | 2006 DL198             | 27 de febrer de 2006 | Mount Lemmon         | Mt. Lemmon Survey |
| 291513 | 2006 DY200             | 25 de febrer de 2006 | Anderson Mesa        | LONEOS            |
| 291514 | 2006 DA208             | 25 de febrer de 2006 | Kitt Peak            | Spacewatch        |
| 291515 | 2006 DO209             | 28 de febrer de 2006 | Mount Lemmon         | Mt. Lemmon Survey |
| 291516 | 2006 DT209             | 28 de febrer de 2006 | Mount Lemmon         | Mt. Lemmon Survey |
| 291517 | 2006 DS211             | 24 de febrer de 2006 | Kitt Peak            | Spacewatch        |
| 291518 | 2006 DW213             | 24 de febrer de 2006 | Palomar              | NEAT              |
| 291519 | 2006 DF214             | 24 de febrer de 2006 | Mount Lemmon         | Mt. Lemmon Survey |
| 291520 | 2006 EZ                | 4 de març de 2006    | Catalina             | CSS               |
| 291521 | 2006 EM2               | 3 de març de 2006    | Nyukasa              | Nyukasa           |
| 291522 | 2006 EB7               | 2 de març de 2006    | Kitt Peak            | Spacewatch        |
| 291523 | 2006 EW8               | 2 de març de 2006    | Kitt Peak            | Spacewatch        |
| 291524 | 2006 EY8               | 2 de març de 2006    | Kitt Peak            | Spacewatch        |
| 291525 | 2006 EA10              | 2 de març de 2006    | Kitt Peak            | Spacewatch        |
| 291526 | 2006 EL10              | 2 de març de 2006    | Kitt Peak            | Spacewatch        |
| 291527 | 2006 EW13              | 20 de febrer de 2006 | Kitt Peak            | Spacewatch        |
| 291528 | 2006 EX13              | 2 de març de 2006    | Kitt Peak            | Spacewatch        |
| 291529 | 2006 ET15              | 2 de març de 2006    | Kitt Peak            | Spacewatch        |
| 291530 | 2006 EY15              | 2 de març de 2006    | Kitt Peak            | Spacewatch        |
| 291531 | 2006 EV20              | 3 de març de 2006    | Kitt Peak            | Spacewatch        |
| 291532 | 2006 EA22              | 3 de març de 2006    | Kitt Peak            | Spacewatch        |
| 291533 | 2006 EL26              | 3 de març de 2006    | Mount Lemmon         | Mt. Lemmon Survey |
| 291534 | 2006 EE31              | 3 de març de 2006    | Kitt Peak            | Spacewatch        |
| 291535 | 2006 EJ36              | 3 de març de 2006    | Mount Lemmon         | Mt. Lemmon Survey |
| 291536 | 2006 EJ40              | 4 de març de 2006    | Kitt Peak            | Spacewatch        |
| 291537 | 2006 EK40              | 4 de març de 2006    | Kitt Peak            | Spacewatch        |
| 291538 | 2006 ER40              | 4 de març de 2006    | Kitt Peak            | Spacewatch        |
| 291539 | 2006 EZ41              | 4 de març de 2006    | Catalina             | CSS               |
| 291540 | 2006 EY42              | 4 de març de 2006    | Kitt Peak            | Spacewatch        |
| 291541 | 2006 EC44              | 5 de març de 2006    | Mount Lemmon         | Mt. Lemmon Survey |
| 291542 | 2006 EK47              | 4 de març de 2006    | Kitt Peak            | Spacewatch        |
| 291543 | 2006 EW49              | 4 de març de 2006    | Kitt Peak            | Spacewatch        |
| 291544 | 2006 EX51              | 4 de març de 2006    | Kitt Peak            | Spacewatch        |
| 291545 | 2006 EA52              | 4 de març de 2006    | Kitt Peak            | Spacewatch        |
| 291546 | 2006 EO54              | 5 de març de 2006    | Kitt Peak            | Spacewatch        |
| 291547 | 2006 EP54              | 5 de març de 2006    | Kitt Peak            | Spacewatch        |
| 291548 | 2006 EG55              | 5 de març de 2006    | Kitt Peak            | Spacewatch        |
| 291549 | 2006 EG63              | 5 de març de 2006    | Kitt Peak            | Spacewatch        |
| 291550 | 2006 EA64              | 5 de març de 2006    | Kitt Peak            | Spacewatch        |
| 291551 | 2006 EA72              | 5 de març de 2006    | Kitt Peak            | Spacewatch        |
| 291552 | 2006 EK72              | 5 de març de 2006    | Kitt Peak            | Spacewatch        |
| 291553 | 2006 EW72              | 2 de març de 2006    | Mount Lemmon         | Mt. Lemmon Survey |
| 291554 | 2006 EC73              | 4 de març de 2006    | Kitt Peak            | Spacewatch        |
| 291555 | 2006 EE73              | 4 de març de 2006    | Mount Lemmon         | Mt. Lemmon Survey |
| 291556 | 2006 FT1               | 22 de març de 2006   | Catalina             | CSS               |
| 291557 | 2006 FC2               | 23 de març de 2006   | Mount Lemmon         | Mt. Lemmon Survey |
| 291558 | 2006 FM3               | 23 de març de 2006   | Kitt Peak            | Spacewatch        |
| 291559 | 2006 FH5               | 23 de març de 2006   | Kitt Peak            | Spacewatch        |
| 291560 | 2006 FB9               | 23 de març de 2006   | Kitt Peak            | Spacewatch        |
| 291561 | 2006 FQ10              | 21 de març de 2006   | Mount Lemmon         | Mt. Lemmon Survey |
| 291562 | 2006 FV18              | 23 de març de 2006   | Mount Lemmon         | Mt. Lemmon Survey |
| 291563 | 2006 FH26              | 24 de març de 2006   | Mount Lemmon         | Mt. Lemmon Survey |
| 291564 | 2006 FJ28              | 24 de març de 2006   | Mount Lemmon         | Mt. Lemmon Survey |
| 291565 | 2006 FF29              | 24 de març de 2006   | Mount Lemmon         | Mt. Lemmon Survey |
| 291566 | 2006 FS29              | 24 de març de 2006   | Mount Lemmon         | Mt. Lemmon Survey |
| 291567 | 2006 FR31              | 25 de març de 2006   | Kitt Peak            | Spacewatch        |
| 291568 | 2006 FS31              | 25 de març de 2006   | Kitt Peak            | Spacewatch        |
| 291569 | 2006 FW31              | 25 de març de 2006   | Kitt Peak            | Spacewatch        |
| 291570 | 2006 FJ32              | 25 de març de 2006   | Mount Lemmon         | Mt. Lemmon Survey |
| 291571 | 2006 FO32              | 25 de març de 2006   | Kitt Peak            | Spacewatch        |
| 291572 | 2006 FC34              | 24 de març de 2006   | Socorro              | LINEAR            |
| 291573 | 2006 FL35              | 24 de març de 2006   | Kitt Peak            | Spacewatch        |
| 291574 | 2006 FY36              | 23 de març de 2006   | Catalina             | CSS               |
| 291575 | 2006 FK39              | 24 de març de 2006   | Kitt Peak            | Spacewatch        |
| 291576 | 2006 FW41              | 26 de març de 2006   | Mount Lemmon         | Mt. Lemmon Survey |
| 291577 | 2006 FF42              | 26 de març de 2006   | Mount Lemmon         | Mt. Lemmon Survey |
| 291578 | 2006 FP42              | 26 de març de 2006   | Mount Lemmon         | Mt. Lemmon Survey |
| 291579 | 2006 FG47              | 23 de març de 2006   | Catalina             | CSS               |
| 291580 | 2006 FZ49              | 29 de març de 2006   | Crni Vrh             | Crni Vrh          |
| 291581 | 2006 FZ52              | 26 de març de 2006   | Mount Lemmon         | Mt. Lemmon Survey |
| 291582 | 2006 FL53              | 26 de març de 2006   | Kitt Peak            | Spacewatch        |
| 291583 | 2006 GN1               | 2 d'abril de 2006    | Mount Lemmon         | Mt. Lemmon Survey |
| 291584 | 2006 GG4               | 2 d'abril de 2006    | Kitt Peak            | Spacewatch        |
| 291585 | 2006 GD6               | 2 d'abril de 2006    | Kitt Peak            | Spacewatch        |
| 291586 | 2006 GF8               | 2 d'abril de 2006    | Kitt Peak            | Spacewatch        |
| 291587 | 2006 GZ9               | 2 d'abril de 2006    | Kitt Peak            | Spacewatch        |
| 291588 | 2006 GD12              | 2 d'abril de 2006    | Kitt Peak            | Spacewatch        |
| 291589 | 2006 GQ13              | 2 d'abril de 2006    | Kitt Peak            | Spacewatch        |
| 291590 | 2006 GH14              | 2 d'abril de 2006    | Kitt Peak            | Spacewatch        |
| 291591 | 2006 GQ16              | 2 d'abril de 2006    | Kitt Peak            | Spacewatch        |
| 291592 | 2006 GD19              | 2 d'abril de 2006    | Kitt Peak            | Spacewatch        |
| 291593 | 2006 GY19              | 2 d'abril de 2006    | Kitt Peak            | Spacewatch        |
| 291594 | 2006 GD20              | 2 d'abril de 2006    | Kitt Peak            | Spacewatch        |
| 291595 | 2006 GY20              | 2 d'abril de 2006    | Kitt Peak            | Spacewatch        |
| 291596 | 2006 GJ22              | 2 d'abril de 2006    | Kitt Peak            | Spacewatch        |
| 291597 | 2006 GD23              | 2 d'abril de 2006    | Kitt Peak            | Spacewatch        |
| 291598 | 2006 GS29              | 2 d'abril de 2006    | Kitt Peak            | Spacewatch        |
| 291599 | 2006 GA30              | 2 d'abril de 2006    | Mount Lemmon         | Mt. Lemmon Survey |
| 291600 | 2006 GH30              | 2 d'abril de 2006    | Mount Lemmon         | Mt. Lemmon Survey |

## 291601-291700
| Nom    | Designació provisional | Data de descobriment | Lloc de descobriment | Descobridor/s        |
| ------ | ---------------------- | -------------------- | -------------------- | -------------------- |
| 291601 | 2006 GD31              | 2 d'abril de 2006    | Kitt Peak            | Spacewatch           |
| 291602 | 2006 GG31              | 2 d'abril de 2006    | Kitt Peak            | Spacewatch           |
| 291603 | 2006 GE34              | 7 d'abril de 2006    | Kitt Peak            | Spacewatch           |
| 291604 | 2006 GQ35              | 7 d'abril de 2006    | Catalina             | CSS                  |
| 291605 | 2006 GV35              | 7 d'abril de 2006    | Catalina             | CSS                  |
| 291606 | 2006 GF36              | 7 d'abril de 2006    | Anderson Mesa        | LONEOS               |
| 291607 | 2006 GM38              | 2 d'abril de 2006    | Anderson Mesa        | LONEOS               |
| 291608 | 2006 GG39              | 9 d'abril de 2006    | Kitt Peak            | Spacewatch           |
| 291609 | 2006 GL42              | 13 d'abril de 2006   | Palomar              | NEAT                 |
| 291610 | 2006 GQ43              | 2 d'abril de 2006    | Mount Lemmon         | Mt. Lemmon Survey    |
| 291611 | 2006 GN46              | 8 d'abril de 2006    | Kitt Peak            | Spacewatch           |
| 291612 | 2006 GW46              | 9 d'abril de 2006    | Kitt Peak            | Spacewatch           |
| 291613 | 2006 GX46              | 9 d'abril de 2006    | Kitt Peak            | Spacewatch           |
| 291614 | 2006 GE48              | 9 d'abril de 2006    | Kitt Peak            | Spacewatch           |
| 291615 | 2006 GD54              | 2 d'abril de 2006    | Kitt Peak            | Spacewatch           |
| 291616 | 2006 HC1               | 18 d'abril de 2006   | Anderson Mesa        | LONEOS               |
| 291617 | 2006 HF1               | 18 d'abril de 2006   | Anderson Mesa        | LONEOS               |
| 291618 | 2006 HV1               | 18 d'abril de 2006   | Palomar              | NEAT                 |
| 291619 | 2006 HP2               | 18 d'abril de 2006   | Kitt Peak            | Spacewatch           |
| 291620 | 2006 HN4               | 19 d'abril de 2006   | Anderson Mesa        | LONEOS               |
| 291621 | 2006 HP5               | 19 d'abril de 2006   | Palomar              | NEAT                 |
| 291622 | 2006 HW6               | 18 d'abril de 2006   | Catalina             | CSS                  |
| 291623 | 2006 HM7               | 19 d'abril de 2006   | Palomar              | NEAT                 |
| 291624 | 2006 HM9               | 19 d'abril de 2006   | Anderson Mesa        | LONEOS               |
| 291625 | 2006 HV10              | 19 d'abril de 2006   | Kitt Peak            | Spacewatch           |
| 291626 | 2006 HO11              | 19 d'abril de 2006   | Kitt Peak            | Spacewatch           |
| 291627 | 2006 HF12              | 19 d'abril de 2006   | Kitt Peak            | Spacewatch           |
| 291628 | 2006 HL12              | 19 d'abril de 2006   | Kitt Peak            | Spacewatch           |
| 291629 | 2006 HM13              | 19 d'abril de 2006   | Palomar              | NEAT                 |
| 291630 | 2006 HS14              | 19 d'abril de 2006   | Mount Lemmon         | Mt. Lemmon Survey    |
| 291631 | 2006 HG15              | 19 d'abril de 2006   | Palomar              | NEAT                 |
| 291632 | 2006 HG16              | 20 d'abril de 2006   | Kitt Peak            | Spacewatch           |
| 291633 | 2006 HY20              | 19 d'abril de 2006   | Lulin                | Q.-z. Ye             |
| 291634 | 2006 HU21              | 20 d'abril de 2006   | Kitt Peak            | Spacewatch           |
| 291635 | 2006 HY21              | 20 d'abril de 2006   | Kitt Peak            | Spacewatch           |
| 291636 | 2006 HM23              | 20 d'abril de 2006   | Kitt Peak            | Spacewatch           |
| 291637 | 2006 HU25              | 20 d'abril de 2006   | Kitt Peak            | Spacewatch           |
| 291638 | 2006 HR26              | 20 d'abril de 2006   | Kitt Peak            | Spacewatch           |
| 291639 | 2006 HU27              | 20 d'abril de 2006   | Kitt Peak            | Spacewatch           |
| 291640 | 2006 HY28              | 21 d'abril de 2006   | Kitt Peak            | Spacewatch           |
| 291641 | 2006 HL31              | 18 d'abril de 2006   | Palomar              | NEAT                 |
| 291642 | 2006 HD37              | 21 d'abril de 2006   | Kitt Peak            | Spacewatch           |
| 291643 | 2006 HT38              | 21 d'abril de 2006   | Kitt Peak            | Spacewatch           |
| 291644 | 2006 HH39              | 21 d'abril de 2006   | Kitt Peak            | Spacewatch           |
| 291645 | 2006 HR41              | 21 d'abril de 2006   | Kitt Peak            | Spacewatch           |
| 291646 | 2006 HY43              | 24 d'abril de 2006   | Kitt Peak            | Spacewatch           |
| 291647 | 2006 HA46              | 25 d'abril de 2006   | Kitt Peak            | Spacewatch           |
| 291648 | 2006 HM47              | 24 d'abril de 2006   | Kitt Peak            | Spacewatch           |
| 291649 | 2006 HB49              | 25 d'abril de 2006   | Kitt Peak            | Spacewatch           |
| 291650 | 2006 HY49              | 26 d'abril de 2006   | Kitt Peak            | Spacewatch           |
| 291651 | 2006 HR50              | 26 d'abril de 2006   | Mount Lemmon         | Mt. Lemmon Survey    |
| 291652 | 2006 HE51              | 24 d'abril de 2006   | Reedy Creek          | J. Broughton         |
| 291653 | 2006 HK52              | 18 d'abril de 2006   | Anderson Mesa        | LONEOS               |
| 291654 | 2006 HF53              | 19 d'abril de 2006   | Palomar              | NEAT                 |
| 291655 | 2006 HQ54              | 21 d'abril de 2006   | Catalina             | CSS                  |
| 291656 | 2006 HK55              | 23 d'abril de 2006   | Anderson Mesa        | LONEOS               |
| 291657 | 2006 HF56              | 26 d'abril de 2006   | Kitt Peak            | Spacewatch           |
| 291658 | 2006 HR61              | 24 d'abril de 2006   | Kitt Peak            | Spacewatch           |
| 291659 | 2006 HX62              | 24 d'abril de 2006   | Kitt Peak            | Spacewatch           |
| 291660 | 2006 HL65              | 24 d'abril de 2006   | Kitt Peak            | Spacewatch           |
| 291661 | 2006 HZ66              | 24 d'abril de 2006   | Kitt Peak            | Spacewatch           |
| 291662 | 2006 HF67              | 24 d'abril de 2006   | Kitt Peak            | Spacewatch           |
| 291663 | 2006 HL67              | 24 d'abril de 2006   | Kitt Peak            | Spacewatch           |
| 291664 | 2006 HE69              | 24 d'abril de 2006   | Mount Lemmon         | Mt. Lemmon Survey    |
| 291665 | 2006 HN69              | 24 d'abril de 2006   | Mount Lemmon         | Mt. Lemmon Survey    |
| 291666 | 2006 HS69              | 24 d'abril de 2006   | Anderson Mesa        | LONEOS               |
| 291667 | 2006 HU69              | 24 d'abril de 2006   | Kitt Peak            | Spacewatch           |
| 291668 | 2006 HV73              | 25 d'abril de 2006   | Kitt Peak            | Spacewatch           |
| 291669 | 2006 HV74              | 25 d'abril de 2006   | Kitt Peak            | Spacewatch           |
| 291670 | 2006 HV75              | 25 d'abril de 2006   | Kitt Peak            | Spacewatch           |
| 291671 | 2006 HB79              | 26 d'abril de 2006   | Kitt Peak            | Spacewatch           |
| 291672 | 2006 HJ79              | 26 d'abril de 2006   | Kitt Peak            | Spacewatch           |
| 291673 | 2006 HU79              | 26 d'abril de 2006   | Kitt Peak            | Spacewatch           |
| 291674 | 2006 HG80              | 26 d'abril de 2006   | Kitt Peak            | Spacewatch           |
| 291675 | 2006 HX82              | 26 d'abril de 2006   | Kitt Peak            | Spacewatch           |
| 291676 | 2006 HF83              | 26 d'abril de 2006   | Kitt Peak            | Spacewatch           |
| 291677 | 2006 HM84              | 26 d'abril de 2006   | Kitt Peak            | Spacewatch           |
| 291678 | 2006 HW84              | 26 d'abril de 2006   | Kitt Peak            | Spacewatch           |
| 291679 | 2006 HF89              | 19 d'abril de 2006   | Catalina             | CSS                  |
| 291680 | 2006 HK91              | 29 d'abril de 2006   | Kitt Peak            | Spacewatch           |
| 291681 | 2006 HT92              | 29 d'abril de 2006   | Kitt Peak            | Spacewatch           |
| 291682 | 2006 HW95              | 30 d'abril de 2006   | Kitt Peak            | Spacewatch           |
| 291683 | 2006 HM96              | 30 d'abril de 2006   | Kitt Peak            | Spacewatch           |
| 291684 | 2006 HK97              | 30 d'abril de 2006   | Kitt Peak            | Spacewatch           |
| 291685 | 2006 HD98              | 30 d'abril de 2006   | Kitt Peak            | Spacewatch           |
| 291686 | 2006 HM99              | 30 d'abril de 2006   | Kitt Peak            | Spacewatch           |
| 291687 | 2006 HT99              | 30 d'abril de 2006   | Kitt Peak            | Spacewatch           |
| 291688 | 2006 HC100             | 30 d'abril de 2006   | Kitt Peak            | Spacewatch           |
| 291689 | 2006 HA103             | 30 d'abril de 2006   | Kitt Peak            | Spacewatch           |
| 291690 | 2006 HK104             | 30 d'abril de 2006   | Kitt Peak            | Spacewatch           |
| 291691 | 2006 HT105             | 28 d'abril de 2006   | Socorro              | LINEAR               |
| 291692 | 2006 HZ107             | 30 d'abril de 2006   | Kitt Peak            | Spacewatch           |
| 291693 | 2006 HB108             | 30 d'abril de 2006   | Kitt Peak            | Spacewatch           |
| 291694 | 2006 HF110             | 24 d'abril de 2006   | Siding Spring        | Siding Spring Survey |
| 291695 | 2006 HL111             | 26 d'abril de 2006   | Siding Spring        | Siding Spring Survey |
| 291696 | 2006 HK116             | 26 d'abril de 2006   | Kitt Peak            | Spacewatch           |
| 291697 | 2006 HP116             | 26 d'abril de 2006   | Kitt Peak            | Spacewatch           |
| 291698 | 2006 HR116             | 26 d'abril de 2006   | Kitt Peak            | Spacewatch           |
| 291699 | 2006 HP117             | 29 d'abril de 2006   | Kitt Peak            | Spacewatch           |
| 291700 | 2006 HV152             | 26 d'abril de 2006   | Kitt Peak            | Spacewatch           |

## 291701-291800
| Nom    | Designació provisional | Data de descobriment | Lloc de descobriment | Descobridor/s        |
| ------ | ---------------------- | -------------------- | -------------------- | -------------------- |
| 291701 | 2006 HA154             | 19 d'abril de 2006   | Mount Lemmon         | Mt. Lemmon Survey    |
| 291702 | 2006 JM2               | 1 de maig de 2006    | Kitt Peak            | Spacewatch           |
| 291703 | 2006 JQ4               | 2 de maig de 2006    | Mount Lemmon         | Mt. Lemmon Survey    |
| 291704 | 2006 JG6               | 2 de maig de 2006    | Nyukasa              | Nyukasa              |
| 291705 | 2006 JE7               | 1 de maig de 2006    | Kitt Peak            | Spacewatch           |
| 291706 | 2006 JK7               | 1 de maig de 2006    | Kitt Peak            | Spacewatch           |
| 291707 | 2006 JN11              | 1 de maig de 2006    | Socorro              | LINEAR               |
| 291708 | 2006 JT11              | 1 de maig de 2006    | Kitt Peak            | Spacewatch           |
| 291709 | 2006 JF13              | 1 de maig de 2006    | Kitt Peak            | Spacewatch           |
| 291710 | 2006 JH15              | 2 de maig de 2006    | Mount Lemmon         | Mt. Lemmon Survey    |
| 291711 | 2006 JY16              | 2 de maig de 2006    | Kitt Peak            | Spacewatch           |
| 291712 | 2006 JZ17              | 2 de maig de 2006    | Mount Lemmon         | Mt. Lemmon Survey    |
| 291713 | 2006 JZ18              | 2 de maig de 2006    | Mount Lemmon         | Mt. Lemmon Survey    |
| 291714 | 2006 JL20              | 2 de maig de 2006    | Kitt Peak            | Spacewatch           |
| 291715 | 2006 JL23              | 3 de maig de 2006    | Mount Lemmon         | Mt. Lemmon Survey    |
| 291716 | 2006 JQ23              | 3 de maig de 2006    | Mount Lemmon         | Mt. Lemmon Survey    |
| 291717 | 2006 JR23              | 3 de maig de 2006    | Mount Lemmon         | Mt. Lemmon Survey    |
| 291718 | 2006 JN26              | 4 de maig de 2006    | Reedy Creek          | J. Broughton         |
| 291719 | 2006 JK27              | 1 de maig de 2006    | Kitt Peak            | Spacewatch           |
| 291720 | 2006 JT28              | 3 de maig de 2006    | Kitt Peak            | Spacewatch           |
| 291721 | 2006 JJ29              | 3 de maig de 2006    | Kitt Peak            | Spacewatch           |
| 291722 | 2006 JP29              | 3 de maig de 2006    | Kitt Peak            | Spacewatch           |
| 291723 | 2006 JM32              | 3 de maig de 2006    | Kitt Peak            | Spacewatch           |
| 291724 | 2006 JZ33              | 4 de maig de 2006    | Kitt Peak            | Spacewatch           |
| 291725 | 2006 JQ34              | 4 de maig de 2006    | Kitt Peak            | Spacewatch           |
| 291726 | 2006 JX34              | 4 de maig de 2006    | Kitt Peak            | Spacewatch           |
| 291727 | 2006 JX37              | 5 de maig de 2006    | Anderson Mesa        | LONEOS               |
| 291728 | 2006 JD38              | 6 de maig de 2006    | Kitt Peak            | Spacewatch           |
| 291729 | 2006 JP40              | 7 de maig de 2006    | Kitt Peak            | Spacewatch           |
| 291730 | 2006 JU40              | 7 de maig de 2006    | Kitt Peak            | Spacewatch           |
| 291731 | 2006 JP41              | 7 de maig de 2006    | Kitt Peak            | Spacewatch           |
| 291732 | 2006 JV42              | 2 de maig de 2006    | Mount Lemmon         | Mt. Lemmon Survey    |
| 291733 | 2006 JY44              | 7 de maig de 2006    | Mount Lemmon         | Mt. Lemmon Survey    |
| 291734 | 2006 JQ47              | 1 de maig de 2006    | Socorro              | LINEAR               |
| 291735 | 2006 JZ47              | 5 de maig de 2006    | Kitt Peak            | Spacewatch           |
| 291736 | 2006 JR49              | 1 de maig de 2006    | Socorro              | LINEAR               |
| 291737 | 2006 JT49              | 1 de maig de 2006    | Socorro              | LINEAR               |
| 291738 | 2006 JF50              | 2 de maig de 2006    | Mount Lemmon         | Mt. Lemmon Survey    |
| 291739 | 2006 JC51              | 2 de maig de 2006    | Mount Lemmon         | Mt. Lemmon Survey    |
| 291740 | 2006 JZ52              | 6 de maig de 2006    | Kitt Peak            | Spacewatch           |
| 291741 | 2006 JC55              | 9 de maig de 2006    | Mount Lemmon         | Mt. Lemmon Survey    |
| 291742 | 2006 JN56              | 5 de maig de 2006    | Anderson Mesa        | LONEOS               |
| 291743 | 2006 JM64              | 1 de maig de 2006    | Kitt Peak            | M. W. Buie           |
| 291744 | 2006 JU81              | 2 de maig de 2006    | Mount Lemmon         | Mt. Lemmon Survey    |
| 291745 | 2006 KH1               | 18 de maig de 2006   | Palomar              | NEAT                 |
| 291746 | 2006 KZ1               | 16 de maig de 2006   | Palomar              | NEAT                 |
| 291747 | 2006 KZ2               | 18 de maig de 2006   | Palomar              | NEAT                 |
| 291748 | 2006 KD3               | 19 de maig de 2006   | Mount Lemmon         | Mt. Lemmon Survey    |
| 291749 | 2006 KM3               | 19 de maig de 2006   | Mount Lemmon         | Mt. Lemmon Survey    |
| 291750 | 2006 KC4               | 19 de maig de 2006   | Anderson Mesa        | LONEOS               |
| 291751 | 2006 KF5               | 19 de maig de 2006   | Mount Lemmon         | Mt. Lemmon Survey    |
| 291752 | 2006 KV5               | 19 de maig de 2006   | Mount Lemmon         | Mt. Lemmon Survey    |
| 291753 | 2006 KZ5               | 19 de maig de 2006   | Mount Lemmon         | Mt. Lemmon Survey    |
| 291754 | 2006 KG6               | 19 de maig de 2006   | Mount Lemmon         | Mt. Lemmon Survey    |
| 291755 | 2006 KF8               | 19 de maig de 2006   | Mount Lemmon         | Mt. Lemmon Survey    |
| 291756 | 2006 KZ9               | 19 de maig de 2006   | Catalina             | CSS                  |
| 291757 | 2006 KM10              | 19 de maig de 2006   | Mount Lemmon         | Mt. Lemmon Survey    |
| 291758 | 2006 KJ13              | 20 de maig de 2006   | Kitt Peak            | Spacewatch           |
| 291759 | 2006 KC15              | 20 de maig de 2006   | Catalina             | CSS                  |
| 291760 | 2006 KA16              | 20 de maig de 2006   | Palomar              | NEAT                 |
| 291761 | 2006 KE16              | 20 de maig de 2006   | Palomar              | NEAT                 |
| 291762 | 2006 KM16              | 21 de maig de 2006   | Mount Lemmon         | Mt. Lemmon Survey    |
| 291763 | 2006 KC18              | 21 de maig de 2006   | Kitt Peak            | Spacewatch           |
| 291764 | 2006 KC19              | 21 de maig de 2006   | Kitt Peak            | Spacewatch           |
| 291765 | 2006 KE19              | 21 de maig de 2006   | Catalina             | CSS                  |
| 291766 | 2006 KG19              | 21 de maig de 2006   | Palomar              | NEAT                 |
| 291767 | 2006 KT19              | 16 de maig de 2006   | Palomar              | NEAT                 |
| 291768 | 2006 KK22              | 20 de maig de 2006   | Catalina             | CSS                  |
| 291769 | 2006 KP25              | 19 de maig de 2006   | Mount Lemmon         | Mt. Lemmon Survey    |
| 291770 | 2006 KX27              | 20 de maig de 2006   | Kitt Peak            | Spacewatch           |
| 291771 | 2006 KS28              | 20 de maig de 2006   | Kitt Peak            | Spacewatch           |
| 291772 | 2006 KT28              | 20 de maig de 2006   | Kitt Peak            | Spacewatch           |
| 291773 | 2006 KC29              | 20 de maig de 2006   | Kitt Peak            | Spacewatch           |
| 291774 | 2006 KV31              | 20 de maig de 2006   | Kitt Peak            | Spacewatch           |
| 291775 | 2006 KP34              | 20 de maig de 2006   | Kitt Peak            | Spacewatch           |
| 291776 | 2006 KY34              | 20 de maig de 2006   | Kitt Peak            | Spacewatch           |
| 291777 | 2006 KB35              | 20 de maig de 2006   | Kitt Peak            | Spacewatch           |
| 291778 | 2006 KD35              | 20 de maig de 2006   | Kitt Peak            | Spacewatch           |
| 291779 | 2006 KJ35              | 20 de maig de 2006   | Kitt Peak            | Spacewatch           |
| 291780 | 2006 KO38              | 20 de maig de 2006   | Kitt Peak            | Spacewatch           |
| 291781 | 2006 KE39              | 17 de maig de 2006   | Palomar              | NEAT                 |
| 291782 | 2006 KP41              | 19 de maig de 2006   | Palomar              | NEAT                 |
| 291783 | 2006 KF42              | 20 de maig de 2006   | Kitt Peak            | Spacewatch           |
| 291784 | 2006 KW43              | 20 de maig de 2006   | Siding Spring        | Siding Spring Survey |
| 291785 | 2006 KY46              | 21 de maig de 2006   | Mount Lemmon         | Mt. Lemmon Survey    |
| 291786 | 2006 KR48              | 21 de maig de 2006   | Kitt Peak            | Spacewatch           |
| 291787 | 2006 KQ50              | 21 de maig de 2006   | Kitt Peak            | Spacewatch           |
| 291788 | 2006 KM53              | 21 de maig de 2006   | Kitt Peak            | Spacewatch           |
| 291789 | 2006 KR53              | 21 de maig de 2006   | Kitt Peak            | Spacewatch           |
| 291790 | 2006 KK54              | 21 de maig de 2006   | Kitt Peak            | Spacewatch           |
| 291791 | 2006 KL55              | 21 de maig de 2006   | Palomar              | NEAT                 |
| 291792 | 2006 KU57              | 22 de maig de 2006   | Kitt Peak            | Spacewatch           |
| 291793 | 2006 KA60              | 22 de maig de 2006   | Kitt Peak            | Spacewatch           |
| 291794 | 2006 KG64              | 23 de maig de 2006   | Kitt Peak            | Spacewatch           |
| 291795 | 2006 KC65              | 23 de maig de 2006   | Mount Lemmon         | Mt. Lemmon Survey    |
| 291796 | 2006 KE65              | 23 de maig de 2006   | Mount Lemmon         | Mt. Lemmon Survey    |
| 291797 | 2006 KG66              | 24 de maig de 2006   | Mount Lemmon         | Mt. Lemmon Survey    |
| 291798 | 2006 KA68              | 19 de maig de 2006   | Palomar              | NEAT                 |
| 291799 | 2006 KL69              | 22 de maig de 2006   | Kitt Peak            | Spacewatch           |
| 291800 | 2006 KR71              | 22 de maig de 2006   | Kitt Peak            | Spacewatch           |

## 291801-291900
| Nom                    | Designació provisional | Data de descobriment   | Lloc de descobriment | Descobridor/s         |
| ---------------------- | ---------------------- | ---------------------- | -------------------- | --------------------- |
| 291801                 | 2006 KZ71              | 22 de maig de 2006     | Kitt Peak            | Spacewatch            |
| 291802                 | 2006 KJ74              | 23 de maig de 2006     | Kitt Peak            | Spacewatch            |
| 291803                 | 2006 KH75              | 24 de maig de 2006     | Kitt Peak            | Spacewatch            |
| 291804                 | 2006 KE76              | 24 de maig de 2006     | Palomar              | NEAT                  |
| 291805                 | 2006 KX80              | 25 de maig de 2006     | Mount Lemmon         | Mt. Lemmon Survey     |
| 291806                 | 2006 KV83              | 21 de maig de 2006     | Mount Lemmon         | Mt. Lemmon Survey     |
| 291807                 | 2006 KG89              | 29 de maig de 2006     | Mount Lemmon         | Mt. Lemmon Survey     |
| 291808                 | 2006 KK90              | 24 de maig de 2006     | Palomar              | NEAT                  |
| 291809                 | 2006 KH91              | 25 de maig de 2006     | Kitt Peak            | Spacewatch            |
| 291810                 | 2006 KN91              | 25 de maig de 2006     | Kitt Peak            | Spacewatch            |
| 291811                 | 2006 KK94              | 25 de maig de 2006     | Kitt Peak            | Spacewatch            |
| 291812                 | 2006 KC95              | 25 de maig de 2006     | Kitt Peak            | Spacewatch            |
| 291813                 | 2006 KD97              | 25 de maig de 2006     | Mount Lemmon         | Mt. Lemmon Survey     |
| 291814                 | 2006 KB98              | 26 de maig de 2006     | Kitt Peak            | Spacewatch            |
| 291815                 | 2006 KP99              | 27 de maig de 2006     | Catalina             | CSS                   |
| 291816                 | 2006 KS99              | 28 de maig de 2006     | Socorro              | LINEAR                |
| 291817                 | 2006 KP100             | 24 de maig de 2006     | Kitt Peak            | Spacewatch            |
| 291818                 | 2006 KY104             | 28 de maig de 2006     | Kitt Peak            | Spacewatch            |
| 291819                 | 2006 KO116             | 29 de maig de 2006     | Kitt Peak            | Spacewatch            |
| 291820                 | 2006 KN117             | 29 de maig de 2006     | Kitt Peak            | Spacewatch            |
| 291821                 | 2006 KU118             | 30 de maig de 2006     | Mount Lemmon         | Mt. Lemmon Survey     |
| 291822                 | 2006 KB121             | 21 de maig de 2006     | Palomar              | NEAT                  |
| 291823                 | 2006 KH121             | 23 de maig de 2006     | Siding Spring        | Siding Spring Survey  |
| 291824                 | 2006 KH133             | 25 de maig de 2006     | Mauna Kea            | P. A. Wiegert         |
| 291825                 | 2006 KL143             | 22 de maig de 2006     | Kitt Peak            | Spacewatch            |
| 291826                 | 2006 KZ143             | 20 de maig de 2006     | Kitt Peak            | Spacewatch            |
| 291827                 | 2006 LE                | 1 de juny de 2006      | Mount Lemmon         | Mt. Lemmon Survey     |
| 291828                 | 2006 LF2               | 15 de juny de 2006     | Kitt Peak            | Spacewatch            |
| 291829                 | 2006 LO2               | 4 de juny de 2006      | Socorro              | LINEAR                |
| 291830                 | 2006 LP2               | 4 de juny de 2006      | Socorro              | LINEAR                |
| 291831                 | 2006 LX3               | 15 de juny de 2006     | Kitt Peak            | Spacewatch            |
| 291832                 | 2006 LO4               | 11 de juny de 2006     | Palomar              | NEAT                  |
| 291833                 | 2006 LP4               | 11 de juny de 2006     | Palomar              | NEAT                  |
| 291834                 | 2006 LQ4               | 3 de juny de 2006      | Catalina             | CSS                   |
| 291835                 | 2006 LC5               | 3 de juny de 2006      | Mount Lemmon         | Mt. Lemmon Survey     |
| 291836                 | 2006 LD7               | 9 de juny de 2006      | Palomar              | NEAT                  |
| 291837                 | 2006 MH2               | 16 de juny de 2006     | Kitt Peak            | Spacewatch            |
| 291838                 | 2006 MV2               | 16 de juny de 2006     | Kitt Peak            | Spacewatch            |
| 291839                 | 2006 MJ4               | 17 de juny de 2006     | Kitt Peak            | Spacewatch            |
| 291840                 | 2006 MK5               | 17 de juny de 2006     | Kitt Peak            | Spacewatch            |
| 291841                 | 2006 MQ7               | 18 de juny de 2006     | Kitt Peak            | Spacewatch            |
| 291842                 | 2006 MY7               | 18 de juny de 2006     | Kitt Peak            | Spacewatch            |
| 291843                 | 2006 MZ8               | 19 de juny de 2006     | Mount Lemmon         | Mt. Lemmon Survey     |
| 291844                 | 2006 ME13              | 24 de juny de 2006     | Hibiscus             | S. F. Hoenig          |
| 291845                 | 2006 MW13              | 27 de juny de 2006     | Siding Spring        | Siding Spring Survey  |
| 291846                 | 2006 MD14              | 17 de juny de 2006     | Siding Spring        | Siding Spring Survey  |
| 291847                 | 2006 OP1               | 19 de juliol de 2006   | Vicques              | M. Ory                |
| 291848                 | 2006 OY1               | 18 de juliol de 2006   | Reedy Creek          | J. Broughton          |
| 291849 Orchestralondon | 2006 OL2               | 18 de juliol de 2006   | Lulin                | LUSS                  |
| 291850                 | 2006 OV4               | 22 de juliol de 2006   | Pla D'Arguines       | R. Ferrando           |
| 291851                 | 2006 OZ5               | 19 de juliol de 2006   | Palomar              | NEAT                  |
| 291852                 | 2006 OW8               | 20 de juliol de 2006   | Palomar              | NEAT                  |
| 291853                 | 2006 OM9               | 24 de juliol de 2006   | Hibiscus             | S. F. Hoenig          |
| 291854                 | 2006 OM13              | 21 de juliol de 2006   | Palomar              | NEAT                  |
| 291855                 | 2006 ON14              | 28 de juliol de 2006   | Andrushivka          | Andrushivka           |
| 291856                 | 2006 OV14              | 20 de juliol de 2006   | Reedy Creek          | J. Broughton          |
| 291857                 | 2006 OY15              | 29 de juliol de 2006   | Reedy Creek          | J. Broughton          |
| 291858                 | 2006 OQ16              | 20 de juliol de 2006   | Palomar              | NEAT                  |
| 291859                 | 2006 OG18              | 20 de juliol de 2006   | Siding Spring        | Siding Spring Survey  |
| 291860                 | 2006 OZ20              | 30 de juliol de 2006   | Siding Spring        | Siding Spring Survey  |
| 291861                 | 2006 PG                | 2 d'agost de 2006      | Pla D'Arguines       | R. Ferrando           |
| 291862                 | 2006 PX                | 11 d'agost de 2006     | Lulin                | H.-C. Lin, Q.-z. Ye   |
| 291863                 | 2006 PL3               | 12 d'agost de 2006     | Palomar              | NEAT                  |
| 291864                 | 2006 PH4               | 15 d'agost de 2006     | Reedy Creek          | J. Broughton          |
| 291865                 | 2006 PX4               | 12 d'agost de 2006     | Palomar              | NEAT                  |
| 291866                 | 2006 PF5               | 12 d'agost de 2006     | Palomar              | NEAT                  |
| 291867                 | 2006 PT5               | 18 de novembre de 1996 | Kitt Peak            | Spacewatch            |
| 291868                 | 2006 PT7               | 12 d'agost de 2006     | Palomar              | NEAT                  |
| 291869                 | 2006 PO9               | 13 d'agost de 2006     | Palomar              | NEAT                  |
| 291870                 | 2006 PA10              | 13 d'agost de 2006     | Palomar              | NEAT                  |
| 291871                 | 2006 PT11              | 13 d'agost de 2006     | Palomar              | NEAT                  |
| 291872                 | 2006 PE12              | 13 d'agost de 2006     | Palomar              | NEAT                  |
| 291873                 | 2006 PF12              | 13 d'agost de 2006     | Palomar              | NEAT                  |
| 291874                 | 2006 PL12              | 13 d'agost de 2006     | Palomar              | NEAT                  |
| 291875                 | 2006 PW15              | 15 d'agost de 2006     | Palomar              | NEAT                  |
| 291876                 | 2006 PO17              | 15 d'agost de 2006     | Lulin                | C.-S. Lin, Q.-z. Ye   |
| 291877                 | 2006 PB18              | 15 d'agost de 2006     | Palomar              | NEAT                  |
| 291878                 | 2006 PU18              | 13 d'agost de 2006     | Palomar              | NEAT                  |
| 291879                 | 2006 PW19              | 13 d'agost de 2006     | Palomar              | NEAT                  |
| 291880                 | 2006 PQ20              | 15 d'agost de 2006     | Palomar              | NEAT                  |
| 291881                 | 2006 PJ22              | 15 d'agost de 2006     | Lulin                | C.-S. Lin, Q.-z. Ye   |
| 291882                 | 2006 PZ22              | 15 d'agost de 2006     | Siding Spring        | Siding Spring Survey  |
| 291883                 | 2006 PF23              | 12 d'agost de 2006     | Palomar              | NEAT                  |
| 291884                 | 2006 PC24              | 12 d'agost de 2006     | Palomar              | NEAT                  |
| 291885                 | 2006 PE25              | 13 d'agost de 2006     | Palomar              | NEAT                  |
| 291886                 | 2006 PG26              | 15 d'agost de 2006     | Palomar              | NEAT                  |
| 291887                 | 2006 PM26              | 15 d'agost de 2006     | Palomar              | NEAT                  |
| 291888                 | 2006 PC29              | 10 d'agost de 2006     | Palomar              | NEAT                  |
| 291889                 | 2006 PQ30              | 12 d'agost de 2006     | Palomar              | NEAT                  |
| 291890                 | 2006 PD31              | 13 d'agost de 2006     | Palomar              | NEAT                  |
| 291891                 | 2006 PW34              | 12 d'agost de 2006     | Palomar              | NEAT                  |
| 291892                 | 2006 PN35              | 12 d'agost de 2006     | Palomar              | NEAT                  |
| 291893                 | 2006 PO36              | 12 d'agost de 2006     | Palomar              | NEAT                  |
| 291894                 | 2006 PN42              | 14 d'agost de 2006     | Siding Spring        | Siding Spring Survey  |
| 291895                 | 2006 QP1               | 16 d'agost de 2006     | Siding Spring        | Siding Spring Survey  |
| 291896                 | 2006 QW3               | 18 d'agost de 2006     | Kitt Peak            | Spacewatch            |
| 291897                 | 2006 QY3               | 18 d'agost de 2006     | Kitt Peak            | Spacewatch            |
| 291898                 | 2006 QN4               | 17 d'agost de 2006     | Goodricke-Pigott     | R. A. Tucker          |
| 291899                 | 2006 QS4               | 18 d'agost de 2006     | Piszkesteto          | K. Sarneczky, Z. Kuli |
| 291900                 | 2006 QU4               | 19 d'agost de 2006     | Piszkesteto          | K. Sarneczky, Z. Kuli |

## 291901-292000
| Nom    | Designació provisional | Data de descobriment | Lloc de descobriment | Descobridor/s        |
| ------ | ---------------------- | -------------------- | -------------------- | -------------------- |
| 291901 | 2006 QB8               | 19 d'agost de 2006   | Kitt Peak            | Spacewatch           |
| 291902 | 2006 QG8               | 19 d'agost de 2006   | Kitt Peak            | Spacewatch           |
| 291903 | 2006 QM8               | 19 d'agost de 2006   | Kitt Peak            | Spacewatch           |
| 291904 | 2006 QT9               | 19 d'agost de 2006   | Kitt Peak            | Spacewatch           |
| 291905 | 2006 QU9               | 19 d'agost de 2006   | Kitt Peak            | Spacewatch           |
| 291906 | 2006 QK10              | 19 d'agost de 2006   | Reedy Creek          | J. Broughton         |
| 291907 | 2006 QU10              | 17 d'agost de 2006   | Palomar              | NEAT                 |
| 291908 | 2006 QM11              | 16 d'agost de 2006   | Siding Spring        | Siding Spring Survey |
| 291909 | 2006 QP11              | 16 d'agost de 2006   | Siding Spring        | Siding Spring Survey |
| 291910 | 2006 QU11              | 16 d'agost de 2006   | Siding Spring        | Siding Spring Survey |
| 291911 | 2006 QV11              | 16 d'agost de 2006   | Siding Spring        | Siding Spring Survey |
| 291912 | 2006 QK15              | 17 d'agost de 2006   | Palomar              | NEAT                 |
| 291913 | 2006 QL15              | 17 d'agost de 2006   | Palomar              | NEAT                 |
| 291914 | 2006 QD17              | 17 d'agost de 2006   | Palomar              | NEAT                 |
| 291915 | 2006 QQ17              | 17 d'agost de 2006   | Palomar              | NEAT                 |
| 291916 | 2006 QW17              | 17 d'agost de 2006   | Palomar              | NEAT                 |
| 291917 | 2006 QS18              | 17 d'agost de 2006   | Palomar              | NEAT                 |
| 291918 | 2006 QB19              | 17 d'agost de 2006   | Palomar              | NEAT                 |
| 291919 | 2006 QU20              | 18 d'agost de 2006   | Anderson Mesa        | LONEOS               |
| 291920 | 2006 QY22              | 19 d'agost de 2006   | Anderson Mesa        | LONEOS               |
| 291921 | 2006 QL23              | 21 d'agost de 2006   | Dax                  | Dax                  |
| 291922 | 2006 QM23              | 20 d'agost de 2006   | Wildberg             | R. Apitzsch          |
| 291923 | 2006 QW23              | 16 d'agost de 2006   | Andrushivka          | Andrushivka          |
| 291924 | 2006 QJ25              | 18 d'agost de 2006   | Socorro              | LINEAR               |
| 291925 | 2006 QD26              | 19 d'agost de 2006   | Kitt Peak            | Spacewatch           |
| 291926 | 2006 QM26              | 19 d'agost de 2006   | Kitt Peak            | Spacewatch           |
| 291927 | 2006 QH27              | 19 d'agost de 2006   | Palomar              | NEAT                 |
| 291928 | 2006 QS27              | 20 d'agost de 2006   | Kitt Peak            | Spacewatch           |
| 291929 | 2006 QG28              | 20 d'agost de 2006   | Kitt Peak            | Spacewatch           |
| 291930 | 2006 QQ28              | 21 d'agost de 2006   | Kitt Peak            | Spacewatch           |
| 291931 | 2006 QD29              | 21 d'agost de 2006   | Kitt Peak            | Spacewatch           |
| 291932 | 2006 QJ29              | 16 d'agost de 2006   | Siding Spring        | Siding Spring Survey |
| 291933 | 2006 QE30              | 20 d'agost de 2006   | Palomar              | NEAT                 |
| 291934 | 2006 QN30              | 21 d'agost de 2006   | Socorro              | LINEAR               |
| 291935 | 2006 QS30              | 22 d'agost de 2006   | Palomar              | NEAT                 |
| 291936 | 2006 QU30              | 22 d'agost de 2006   | Palomar              | NEAT                 |
| 291937 | 2006 QD31              | 22 d'agost de 2006   | Reedy Creek          | J. Broughton         |
| 291938 | 2006 QN32              | 21 d'agost de 2006   | Palomar              | NEAT                 |
| 291939 | 2006 QX32              | 22 d'agost de 2006   | Palomar              | NEAT                 |
| 291940 | 2006 QN33              | 23 d'agost de 2006   | Hibiscus             | S. F. Hoenig         |
| 291941 | 2006 QW33              | 23 d'agost de 2006   | Marly                | Observatoire Naef    |
| 291942 | 2006 QD34              | 22 d'agost de 2006   | Palomar              | NEAT                 |
| 291943 | 2006 QB36              | 19 d'agost de 2006   | Palomar              | NEAT                 |
| 291944 | 2006 QG36              | 21 d'agost de 2006   | Palomar              | NEAT                 |
| 291945 | 2006 QL36              | 16 d'agost de 2006   | Siding Spring        | Siding Spring Survey |
| 291946 | 2006 QB37              | 16 d'agost de 2006   | Siding Spring        | Siding Spring Survey |
| 291947 | 2006 QZ38              | 18 d'agost de 2006   | Anderson Mesa        | LONEOS               |
| 291948 | 2006 QV40              | 17 d'agost de 2006   | Palomar              | NEAT                 |
| 291949 | 2006 QG41              | 17 d'agost de 2006   | Palomar              | NEAT                 |
| 291950 | 2006 QM41              | 17 d'agost de 2006   | Palomar              | NEAT                 |
| 291951 | 2006 QP41              | 17 d'agost de 2006   | Palomar              | NEAT                 |
| 291952 | 2006 QL42              | 17 d'agost de 2006   | Palomar              | NEAT                 |
| 291953 | 2006 QX42              | 17 d'agost de 2006   | Palomar              | NEAT                 |
| 291954 | 2006 QC43              | 17 d'agost de 2006   | Palomar              | NEAT                 |
| 291955 | 2006 QR43              | 18 d'agost de 2006   | Kitt Peak            | Spacewatch           |
| 291956 | 2006 QM45              | 19 d'agost de 2006   | Palomar              | NEAT                 |
| 291957 | 2006 QT46              | 20 d'agost de 2006   | Palomar              | NEAT                 |
| 291958 | 2006 QL47              | 20 d'agost de 2006   | Palomar              | NEAT                 |
| 291959 | 2006 QJ51              | 23 d'agost de 2006   | Palomar              | NEAT                 |
| 291960 | 2006 QM51              | 23 d'agost de 2006   | Palomar              | NEAT                 |
| 291961 | 2006 QW51              | 23 d'agost de 2006   | Palomar              | NEAT                 |
| 291962 | 2006 QN52              | 23 d'agost de 2006   | Palomar              | NEAT                 |
| 291963 | 2006 QO54              | 17 d'agost de 2006   | Palomar              | NEAT                 |
| 291964 | 2006 QH58              | 26 d'agost de 2006   | Socorro              | LINEAR               |
| 291965 | 2006 QY59              | 19 d'agost de 2006   | Anderson Mesa        | LONEOS               |
| 291966 | 2006 QV60              | 21 d'agost de 2006   | Socorro              | LINEAR               |
| 291967 | 2006 QO61              | 22 d'agost de 2006   | Palomar              | NEAT                 |
| 291968 | 2006 QX63              | 24 d'agost de 2006   | Palomar              | NEAT                 |
| 291969 | 2006 QX64              | 27 d'agost de 2006   | Kitt Peak            | Spacewatch           |
| 291970 | 2006 QC66              | 20 d'agost de 2006   | Kitt Peak            | Spacewatch           |
| 291971 | 2006 QC77              | 21 d'agost de 2006   | Kitt Peak            | Spacewatch           |
| 291972 | 2006 QU77              | 22 d'agost de 2006   | Palomar              | NEAT                 |
| 291973 | 2006 QD78              | 22 d'agost de 2006   | Palomar              | NEAT                 |
| 291974 | 2006 QH78              | 22 d'agost de 2006   | Palomar              | NEAT                 |
| 291975 | 2006 QJ78              | 22 d'agost de 2006   | Palomar              | NEAT                 |
| 291976 | 2006 QR78              | 22 d'agost de 2006   | Palomar              | NEAT                 |
| 291977 | 2006 QR79              | 24 d'agost de 2006   | Socorro              | LINEAR               |
| 291978 | 2006 QJ83              | 27 d'agost de 2006   | Kitt Peak            | Spacewatch           |
| 291979 | 2006 QT83              | 27 d'agost de 2006   | Kitt Peak            | Spacewatch           |
| 291980 | 2006 QM86              | 27 d'agost de 2006   | Kitt Peak            | Spacewatch           |
| 291981 | 2006 QH88              | 27 d'agost de 2006   | Kitt Peak            | Spacewatch           |
| 291982 | 2006 QN88              | 27 d'agost de 2006   | Kitt Peak            | Spacewatch           |
| 291983 | 2006 QN95              | 16 d'agost de 2006   | Palomar              | NEAT                 |
| 291984 | 2006 QC96              | 16 d'agost de 2006   | Palomar              | NEAT                 |
| 291985 | 2006 QZ96              | 17 d'agost de 2006   | Palomar              | NEAT                 |
| 291986 | 2006 QJ97              | 20 d'agost de 2006   | Kitt Peak            | Spacewatch           |
| 291987 | 2006 QK97              | 20 d'agost de 2006   | Kitt Peak            | Spacewatch           |
| 291988 | 2006 QO99              | 23 d'agost de 2006   | Palomar              | NEAT                 |
| 291989 | 2006 QQ100             | 24 d'agost de 2006   | Palomar              | NEAT                 |
| 291990 | 2006 QO104             | 28 d'agost de 2006   | Anderson Mesa        | LONEOS               |
| 291991 | 2006 QR105             | 28 d'agost de 2006   | Catalina             | CSS                  |
| 291992 | 2006 QB107             | 28 d'agost de 2006   | Anderson Mesa        | LONEOS               |
| 291993 | 2006 QY107             | 28 d'agost de 2006   | Catalina             | CSS                  |
| 291994 | 2006 QO108             | 28 d'agost de 2006   | Catalina             | CSS                  |
| 291995 | 2006 QX111             | 22 d'agost de 2006   | Palomar              | NEAT                 |
| 291996 | 2006 QO112             | 23 d'agost de 2006   | Palomar              | NEAT                 |
| 291997 | 2006 QJ113             | 24 d'agost de 2006   | Socorro              | LINEAR               |
| 291998 | 2006 QW114             | 27 d'agost de 2006   | Anderson Mesa        | LONEOS               |
| 291999 | 2006 QX115             | 27 d'agost de 2006   | Anderson Mesa        | LONEOS               |
| 292000 | 2006 QF117             | 27 d'agost de 2006   | Anderson Mesa        | LONEOS               |